# Filialkirche St. Veit (Telfs)

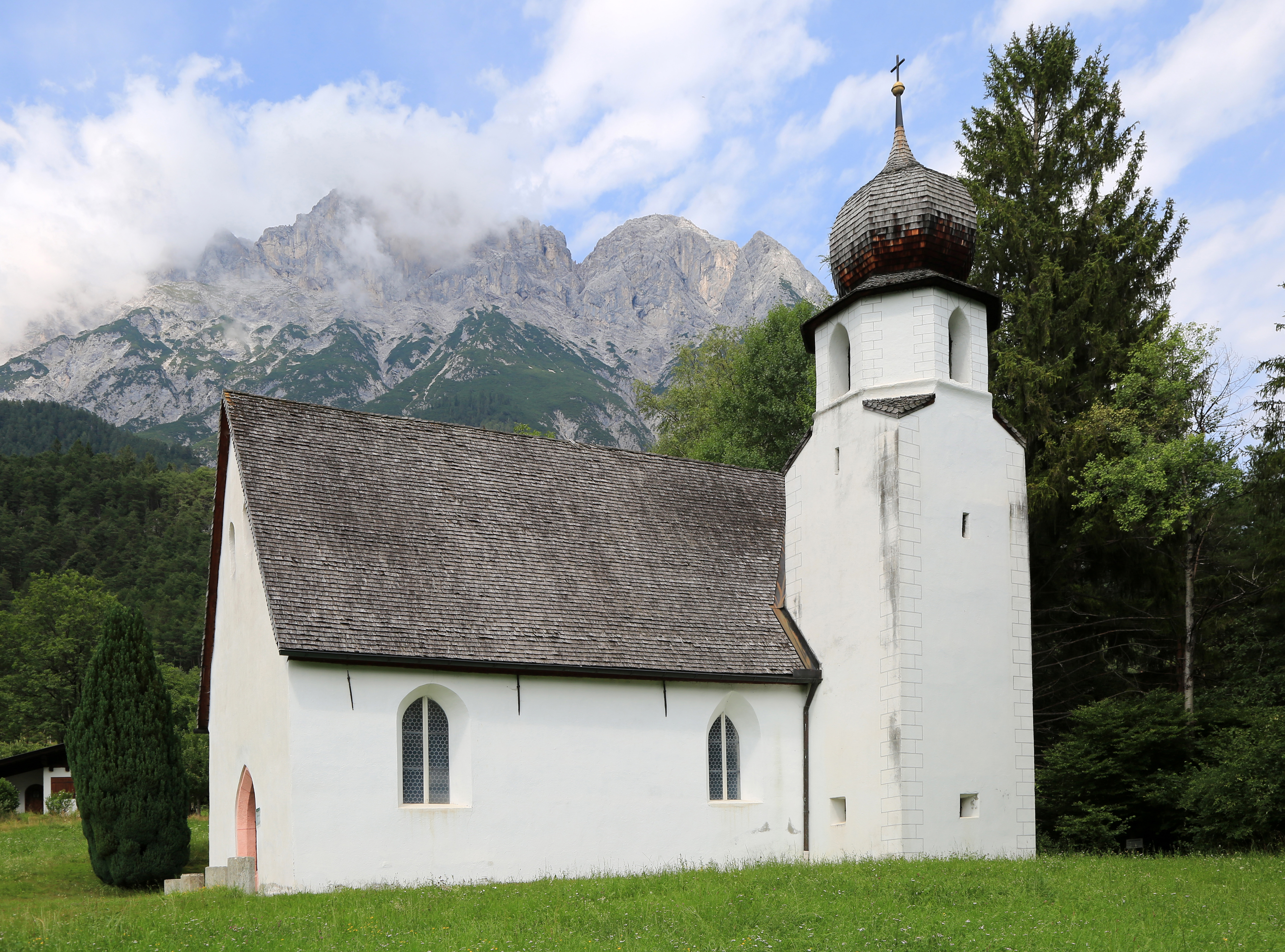
Filialkirche St. Veit (Telfs), Ansicht in Richtung Norden, im Hintergrund die Hohe Munde (2662 m)

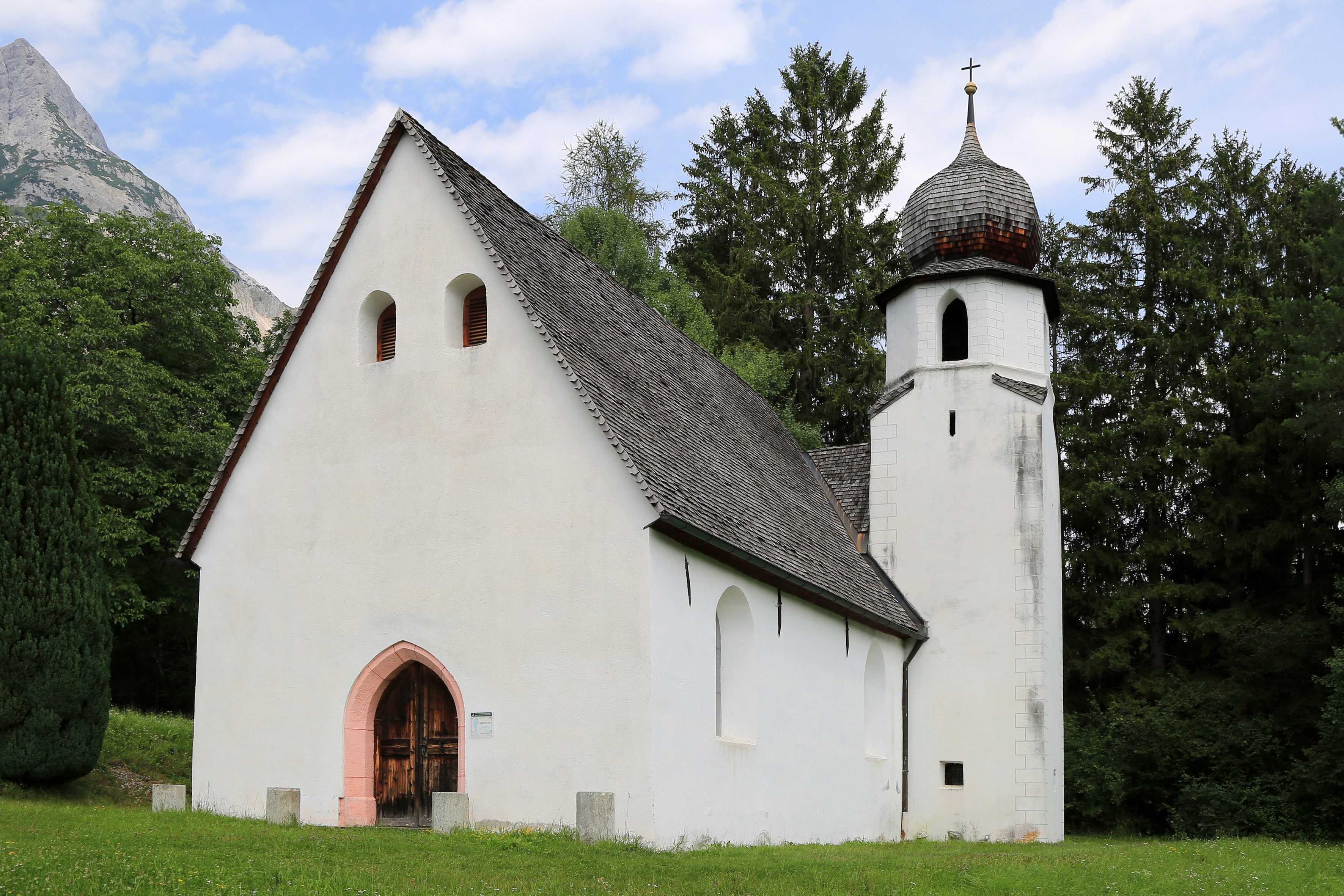
Ansicht in Richtung Osten. Hinter dem Turm beginnt der Bergwachtsteig zur Fasnachtsiedlung.

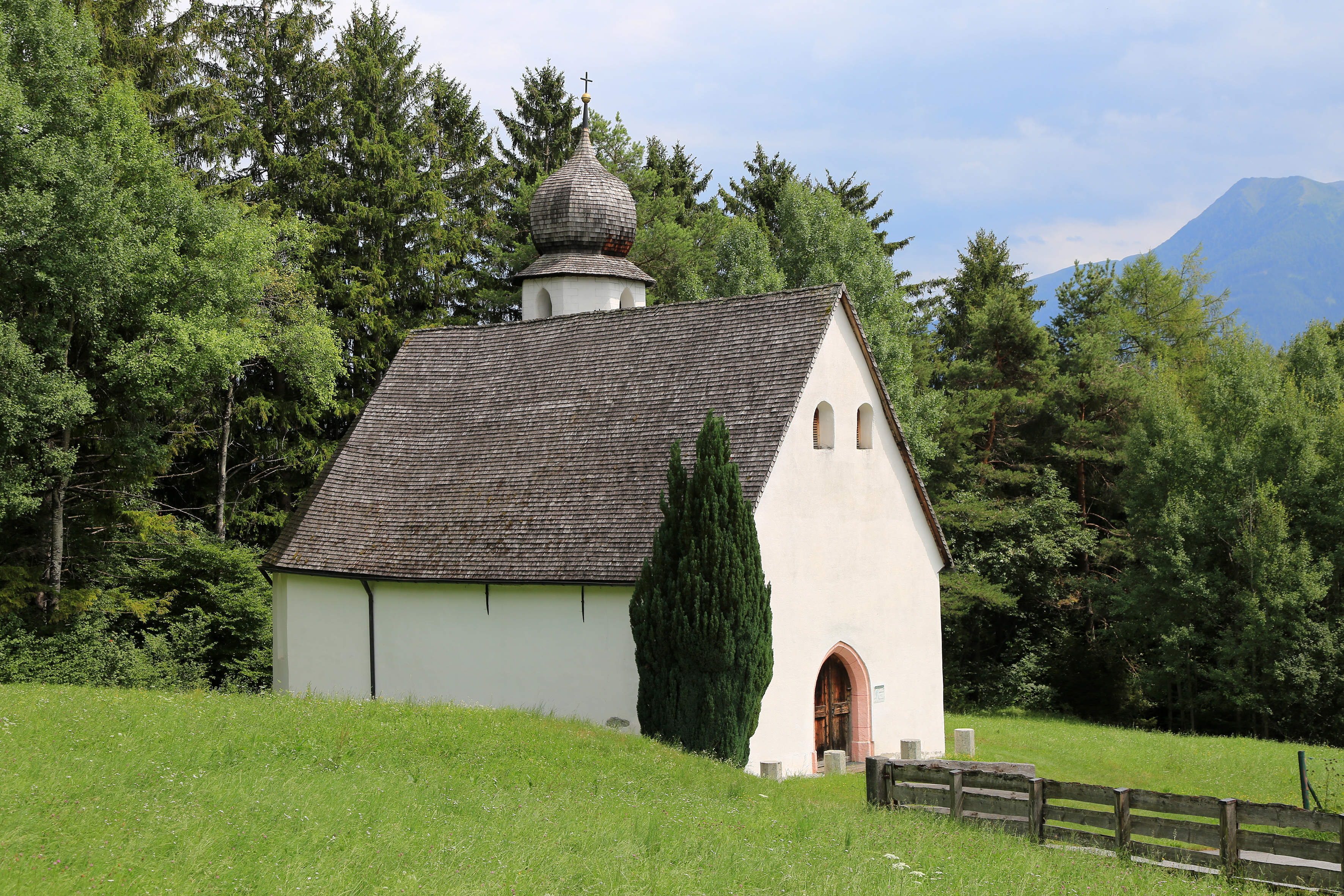
Ansicht der fensterlosen Nordseite

Die gotische römisch-katholische Filialkirche St. Veit liegt im Ortsteil Sankt Veit der Gemeinde Telfs in Tirol. Die zu Ehren des heiligen Veit geweihte Kirche gehört zum Dekanat Telfs in der Diözese Innsbruck und ist der Pfarre Peter und Paul unterstellt. St. Veit ist eine gotische Saalkirche mit schmalem, steilgiebeligen Langhaus und eingezogenem, dreiseitigen Chorschluss. Das Gebäude steht unter Denkmalschutz (Listeneintrag).

## Lage
Die Kirche steht am östlichen Ende eines Plateaus auf 864 m ü. A., gegenüber vom Gasthof Berghof, unmittelbar am Fuße der Hohen Munde. Hinter dem Gebäude beginnt der Bergwachtsteig zur Fasnachtsiedlung. Adresse: 6410 Telfs, Sankt Veit 7.

## Geschichte
Der genaue Baubeginn ist urkundlich nicht belegt. Die Kirche wurde 1384 vom Brixner Weihbischof Albert geweiht. In den Jahren 1408, 1409 und 1452 wurden in der Kirche Ablässe verliehen.
Im Jahr 1641 wurde die Kirche im gotischen Stil umgebaut und am 11. August 1648 vom Brixner Weihbischof Jesse Perkhofer erneut geweiht. Ein erster Hinweis auf einen Kreuzgang am St. Veitstag stammt aus dem Jahre 1675.
Bis 1809 hatte die Bevölkerung aus Mittenwald am Patroziniumstag einen Kreuzgang nach St. Veit unternommen. Im Anschluss an den Kreuzgang fand ein Markt für Sensen und Wetzsteine statt.
Unter Josef II. wurde die Kirche St. Veit aufgehoben. Auf Anordnung der bayrischen Regierung durften zwischen 1805 und 1814 kein Messen in St. Veit gelesen werden. Um das Jahr 1820 versteckten Schmuggler im Kirchturm den aus Bayern eingeschmuggelten Tabak.
Am 18. Juni 1986 wurde nach einer Gesamtrenovierung die Kirche neuerlich geweiht.

## Architektur

### Außenbeschreibung
Das Gebäude hat ein steiles, hohes Satteldach mit einem polygonalen Chor, an dem der quadratische Turm angebaut ist. Der Turm hat ein achteckiges Glockenhaus sowie eine Zwiebelhaube. Turm und Glockenhaus sind durch gemalte Eckquaderung gegliedert. Die Nordseite besitzt keine Fenster, in der Südseite des Gebäudes sind zwei Rundbogenfenster eingelassen. Der Eingang ist als abgefastes Spitzbogenportal ausgestaltet.

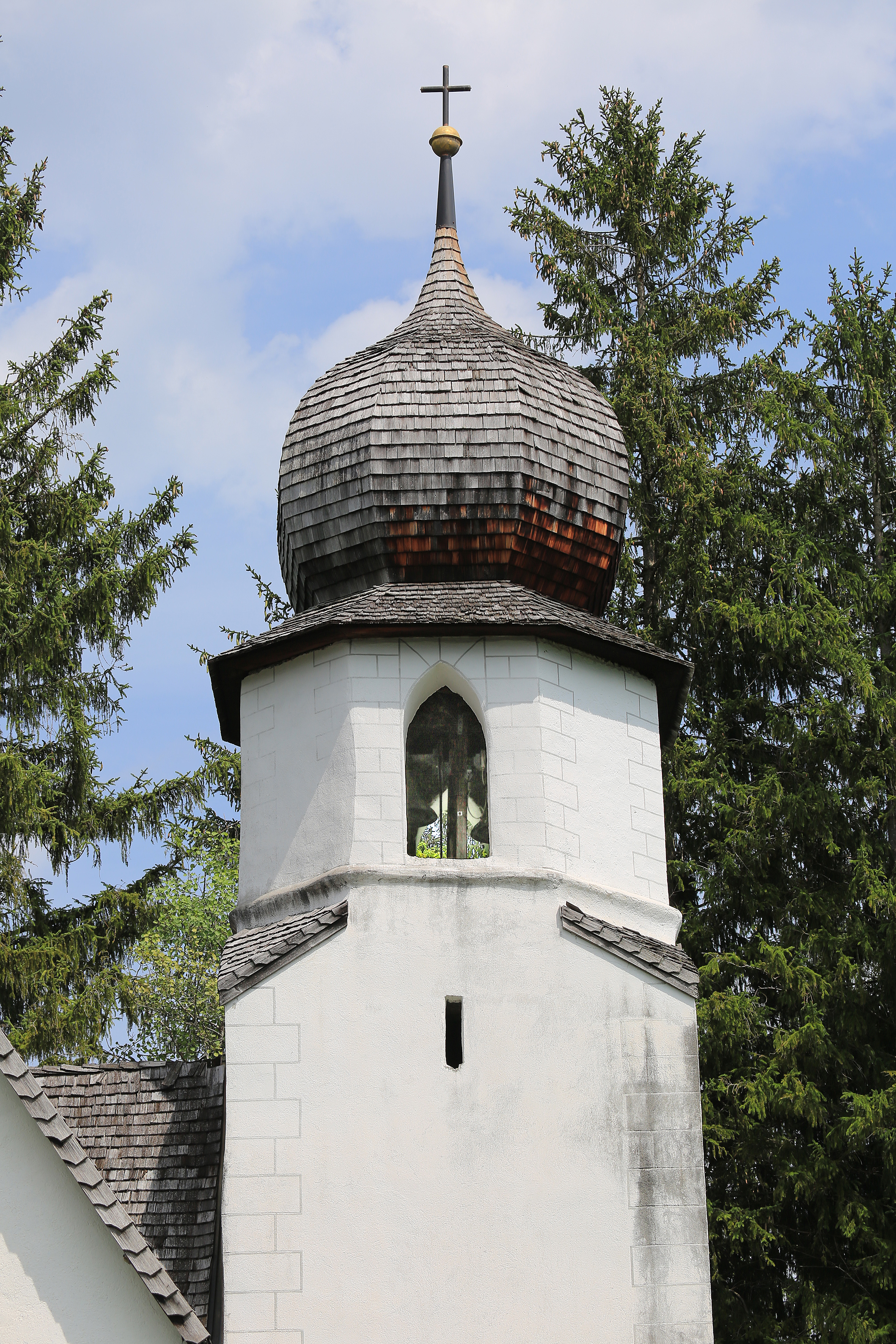
Achteckiges Glockenhaus
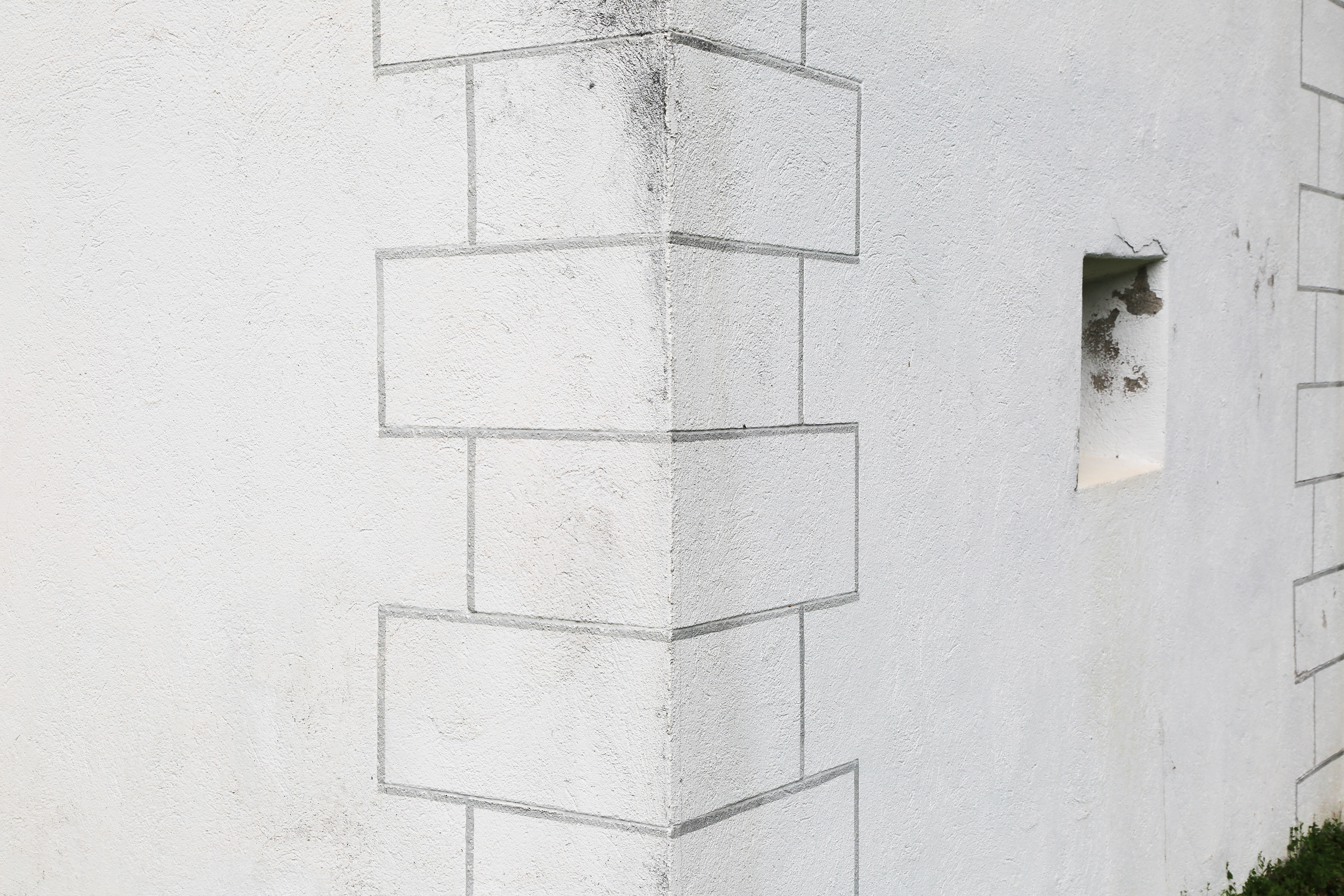
Aufgemalte Eckquaderung am Turm
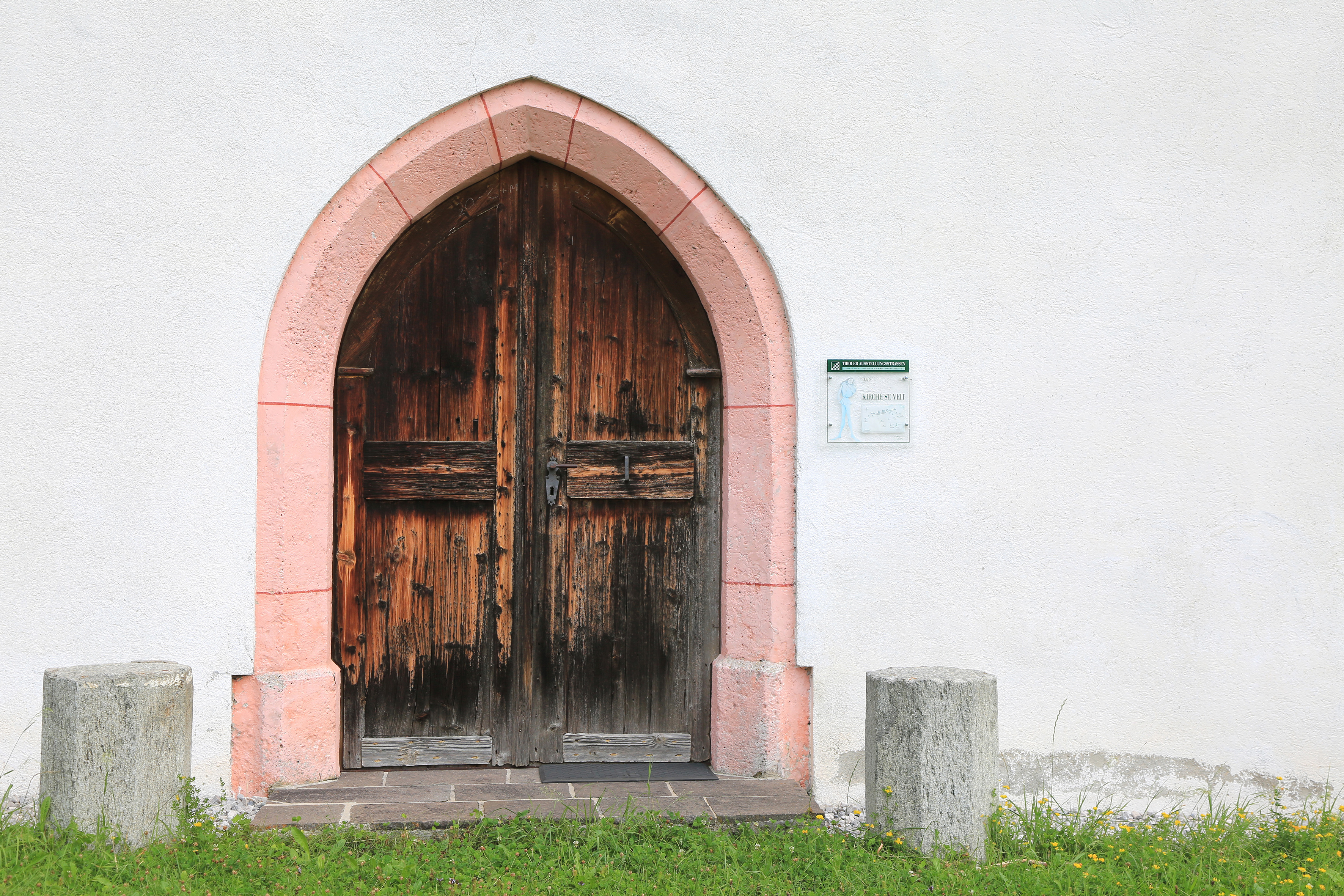
Portal
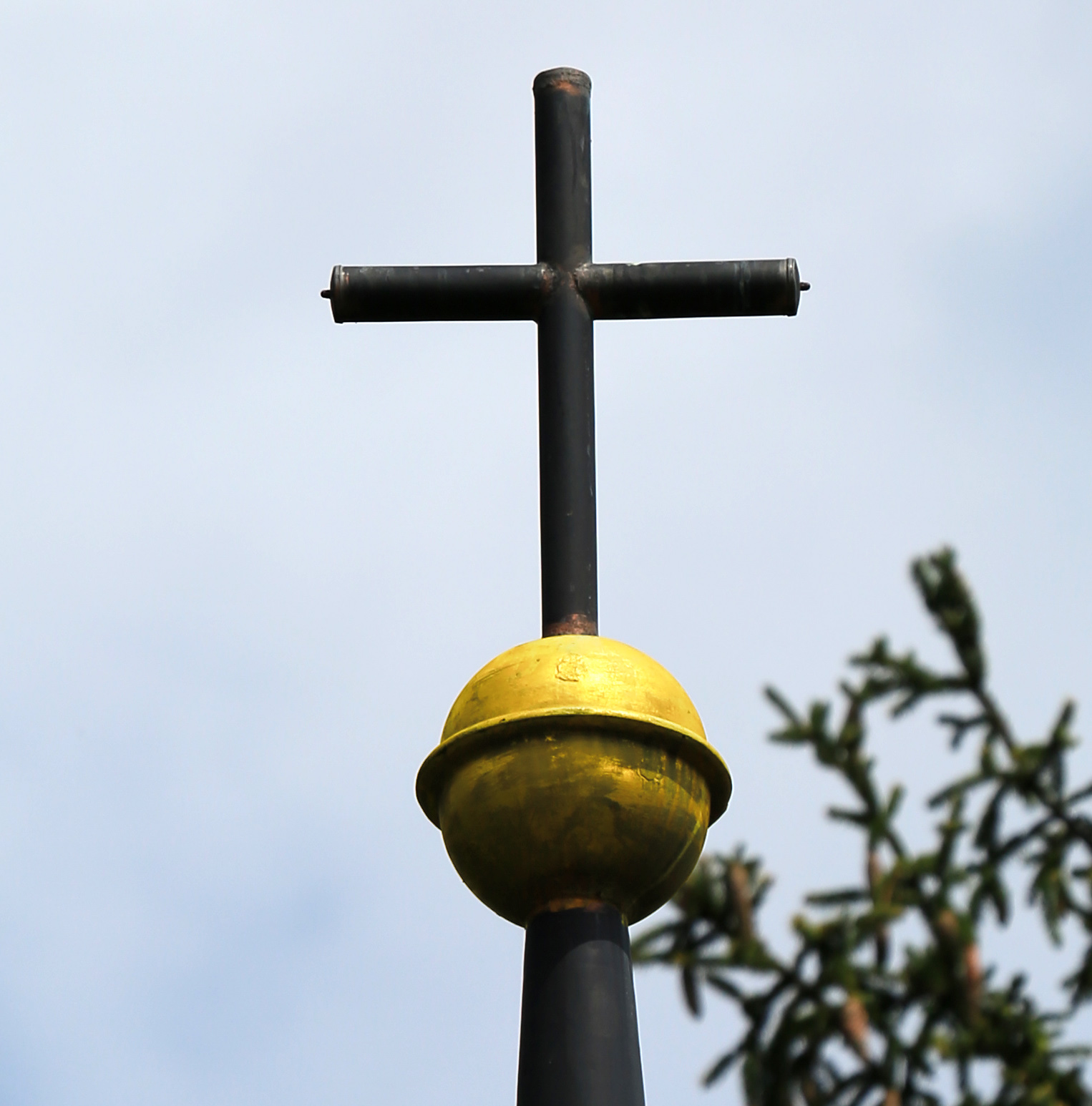
Turmknopf, in diesem ist die Schrift „Zu späterem Gedächtnis“ hinterlegt.

### Innenbeschreibung
Das dreijochige Langhaus wird von einem Netzgratgewölbe überspannt. Der Chor hat ein Stichkappengewölbe und wird durch einen breitspitzbogigen Triumphbogen vom Langhaus abgesetzt. An der Eingangsseite befinden sich Weihezeichen aus dem 14. Jahrhundert und einige, nur mehr in Fragmenten erhaltene Apostelkreuze.

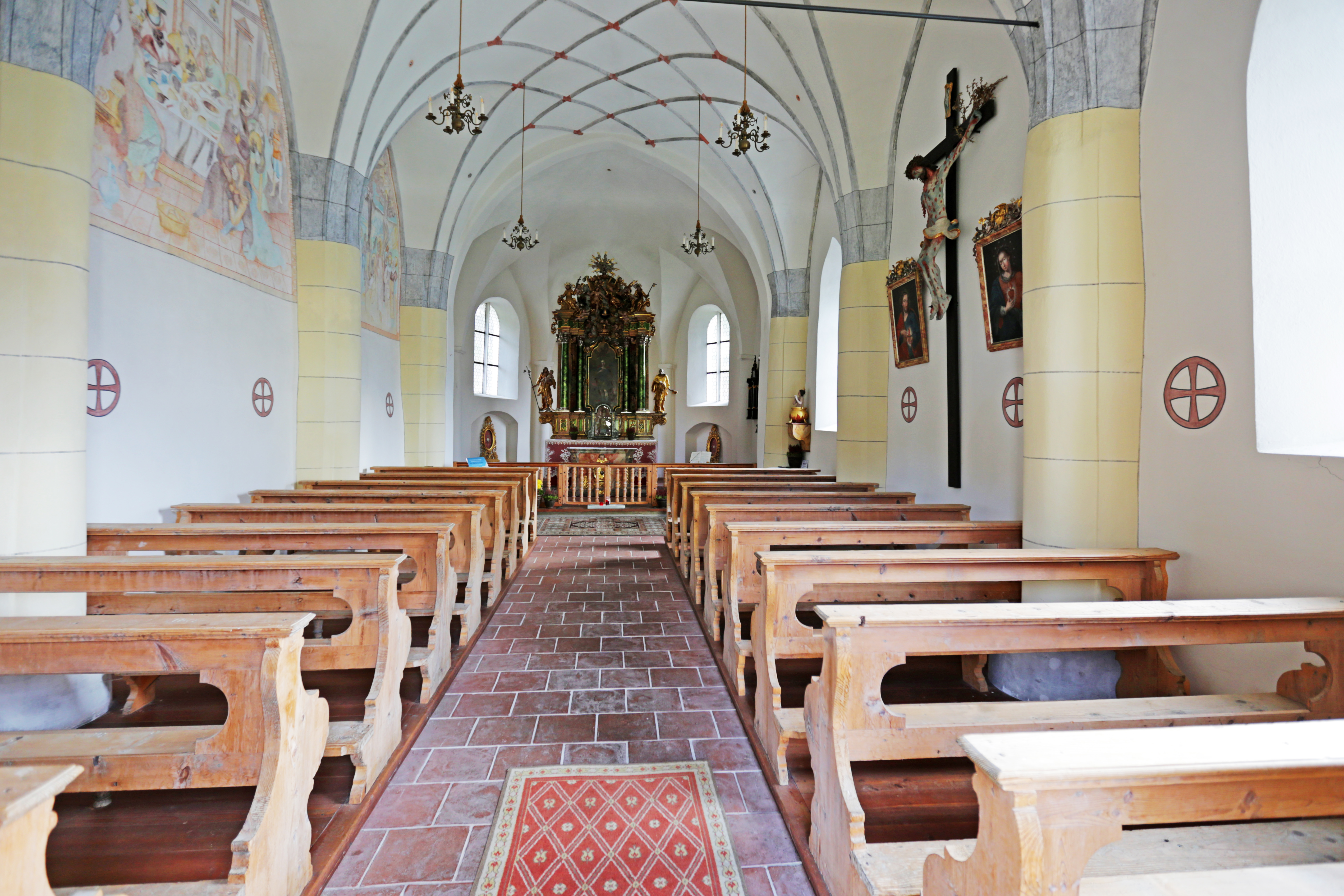
Blick Richtung Osten zum Hauptaltar
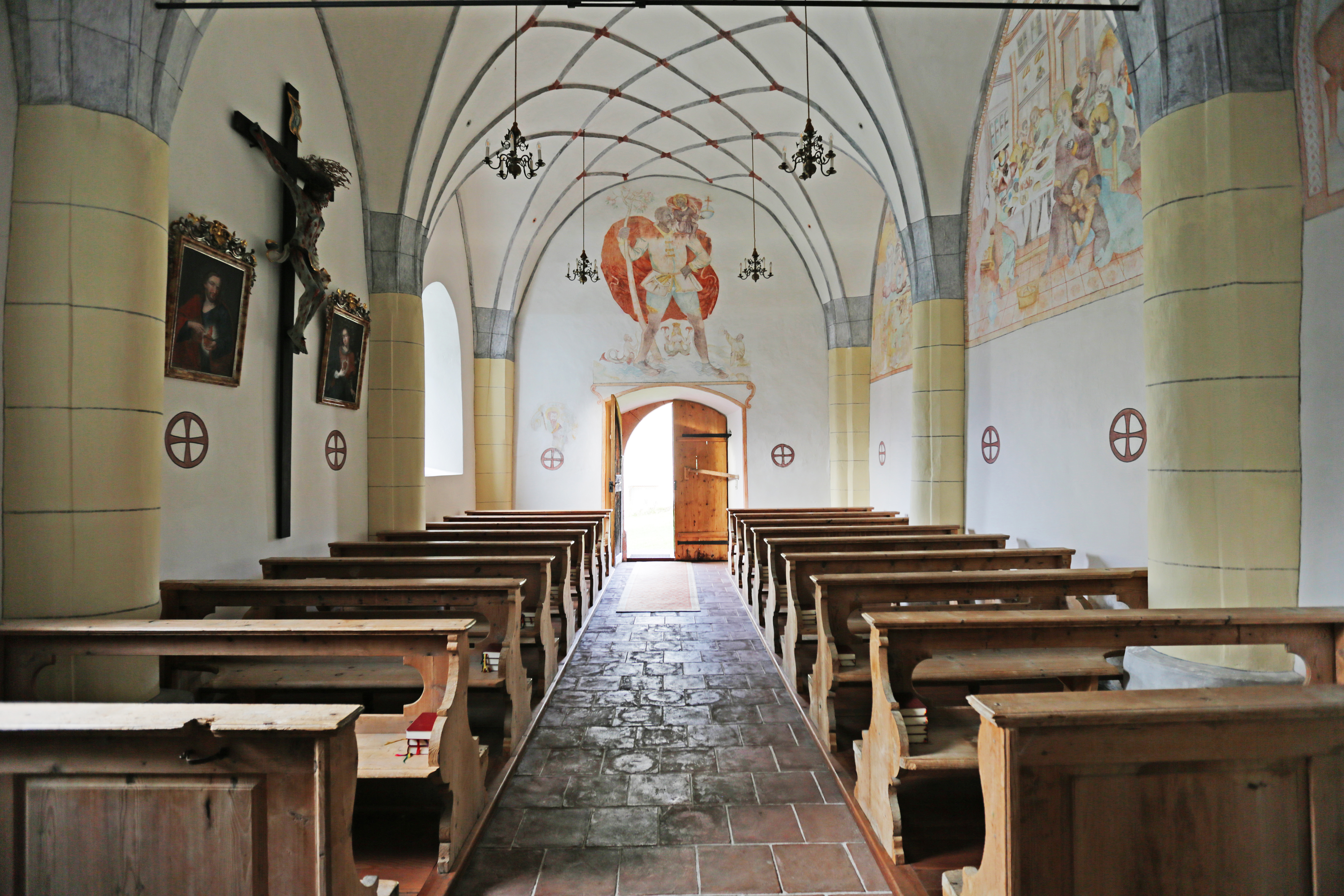
Blick zum Portal in Richtung Westen.
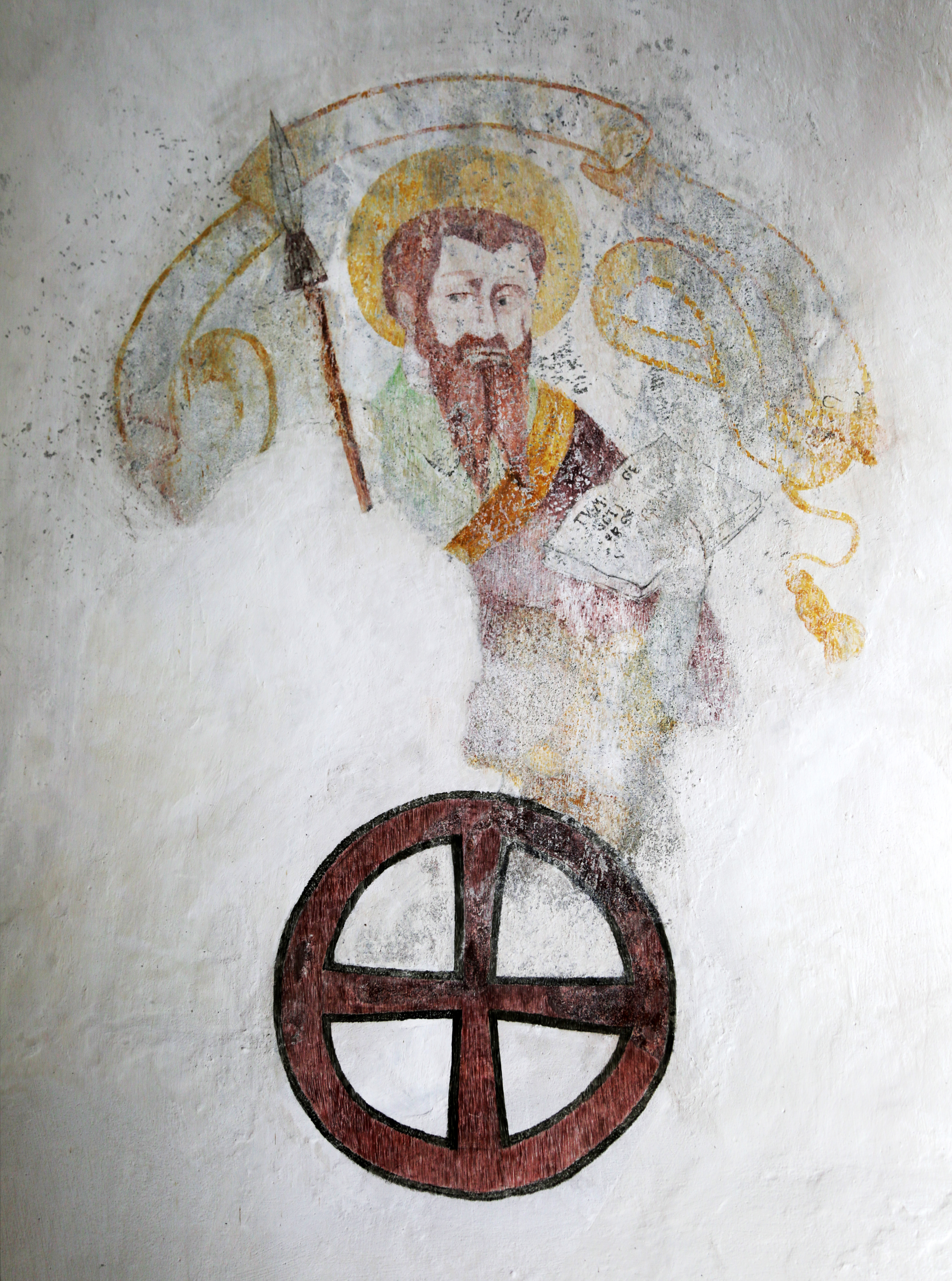
Christopherusbild – Apostel Matthäus, darunter ein Weihekreuz

## Ausstattung

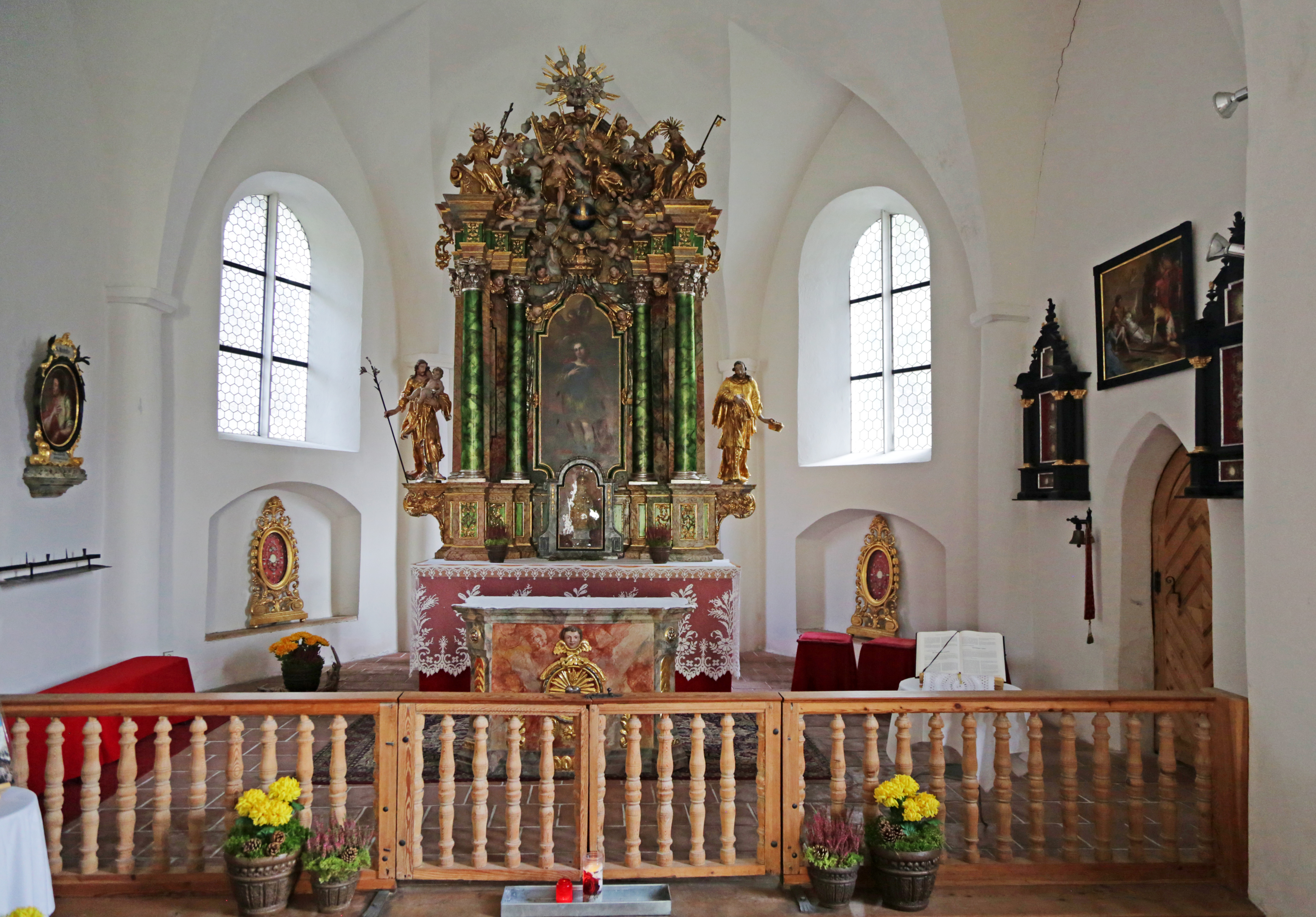
Barocker Säulenalter

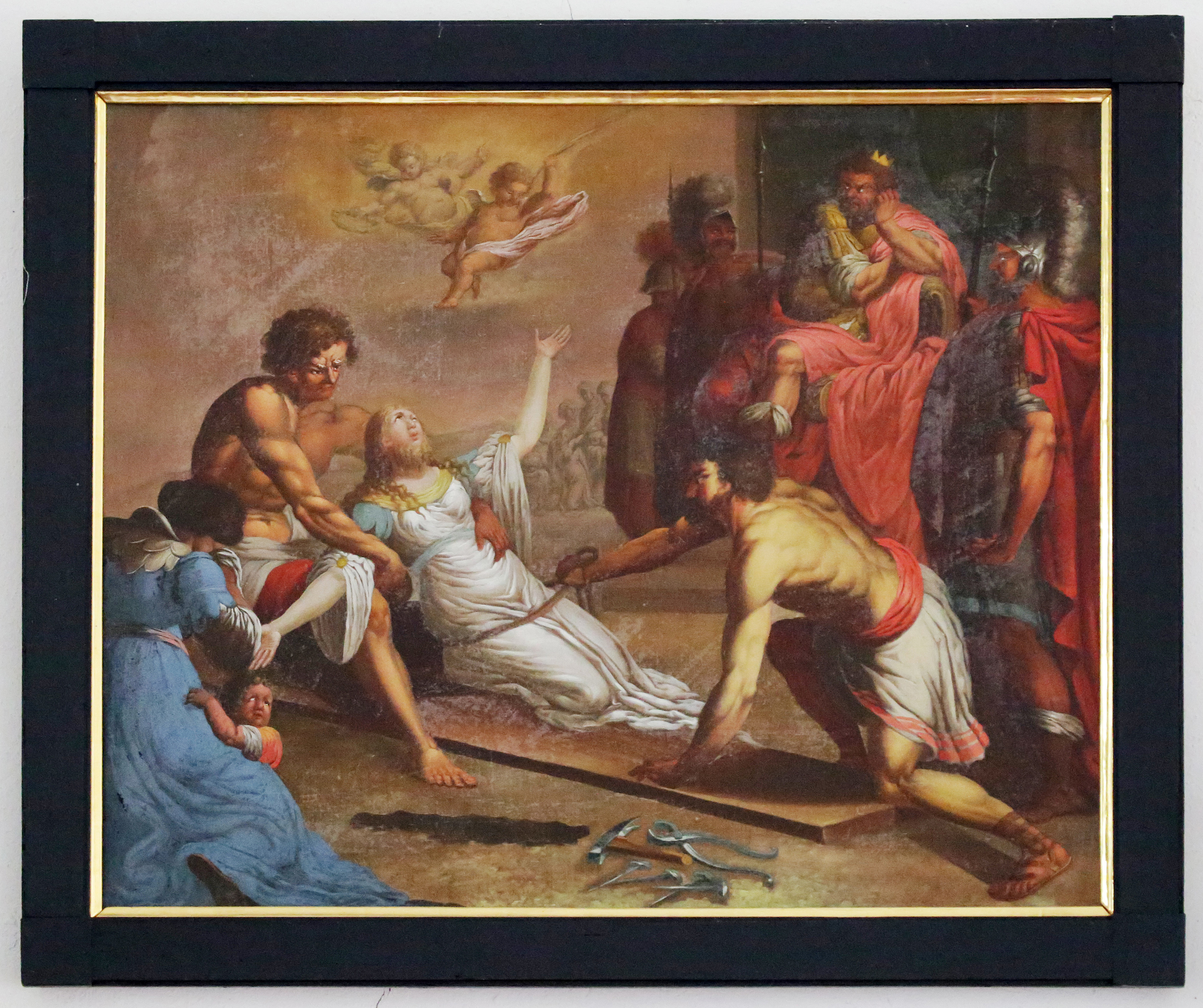
Kümmernisbild

Der barocke Säulenalter entstand im 18. Jahrhundert und erinnert an den Hochaltar in Birkenberg. Der Auszug ist reich gestaltet mit der Dreifaltigkeit, dem heiligen Franz von Assisi und Antonius Abt sowie einigen Putten. Das Altarblatt stellt den noch jugendlichen heiligen Veit dar. Über seinem Haupt schwebt ein Engel mit der Märtyrerkrone. Das Bild ist signiert mit B(altasar) Renn, Fec. 1731. Das Stifterwappen trägt die Initialen AS. Die große Figur links stellt den heiligen Josef mit dem Jesuskind dar, die Figur rechts ist der heilige Nepomuk.
In der Mitte der Predella, wo sich üblicherweise der Tabernakel befindet, sieht man einen klassizistischen Glasschrein mit dem Prager Jesuskind.
Des Weiteren findet man zwei ovale Vorsatzbilder, die Kreszentia und Modestus darstellen (die Erzieher des heiligen Veit). Der Künstler dürfte Leopold Puellacher gewesen sein.
An den Chorschrägseiten stehen Reliquienpyramiden (um 1800), und zu beiden Seiten des Sakristeiportals zwei Reliquiare in Form frühbarocker Rahmenaltärchen.

Über der Sakristeitür befindet sich ein Kümmernisbild von Leopold Puellacher (um 1820/30), das die fiktive Heilige darstellt, wie sie ans Kreuz genagelt wird. Früher stand an dieser Stelle eine Schnitzfigur, welche die Heilige am Kreuz mit dem Spielmann zeigte. Ein Telfer Ordensmann nahm an dem Kunstwerk Anstoß und ließ es verbrennen.
Der Legende nach war Kümmernis die Tochter eines heidnischen Königs, die sich zum Christentum bekehrt hatte. Als der Vater sie mit einem heidnischen Prinzen verheiraten wollte, flehte sie zu Christus, den Prinzen nicht heiraten zu müssen. Christus erhörte sie und ließ ihr einen Bart wachsen, um sie unansehnlich für den Prinzen zu machen. Der Vater war darüber so erzürnt, dass er sie ans Kreuz schlagen ließ.
Auf einer Konsole sieht man das Martyrium des heiligen Veit im Kessel mit siedendem Öl (18. Jahrhundert).
Auf der südseitigen Wand hängt das Vortragskreuz mit dem von Wunden bedeckten Körper Jesus Christus, wahrscheinlich entstand es in der Mitte des 18. Jahrhunderts, in Anlehnung an die Pestkruzifixe von Andreas Thamasch. Links und rechts unter dem Kreuz befinden sich zwei Gemälde von Heiligen, deren Erschaffer unbekannt sind.

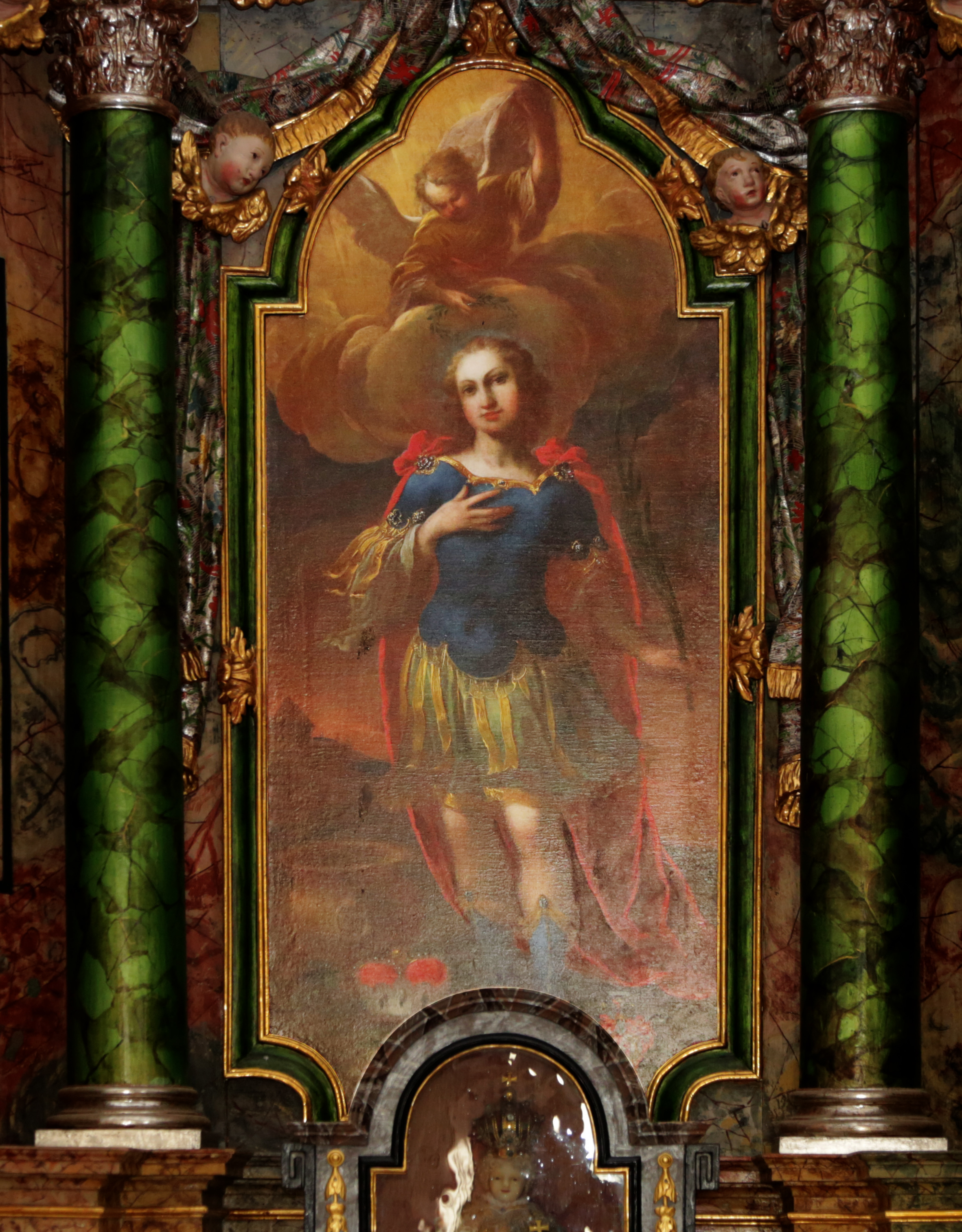
Altarblatt
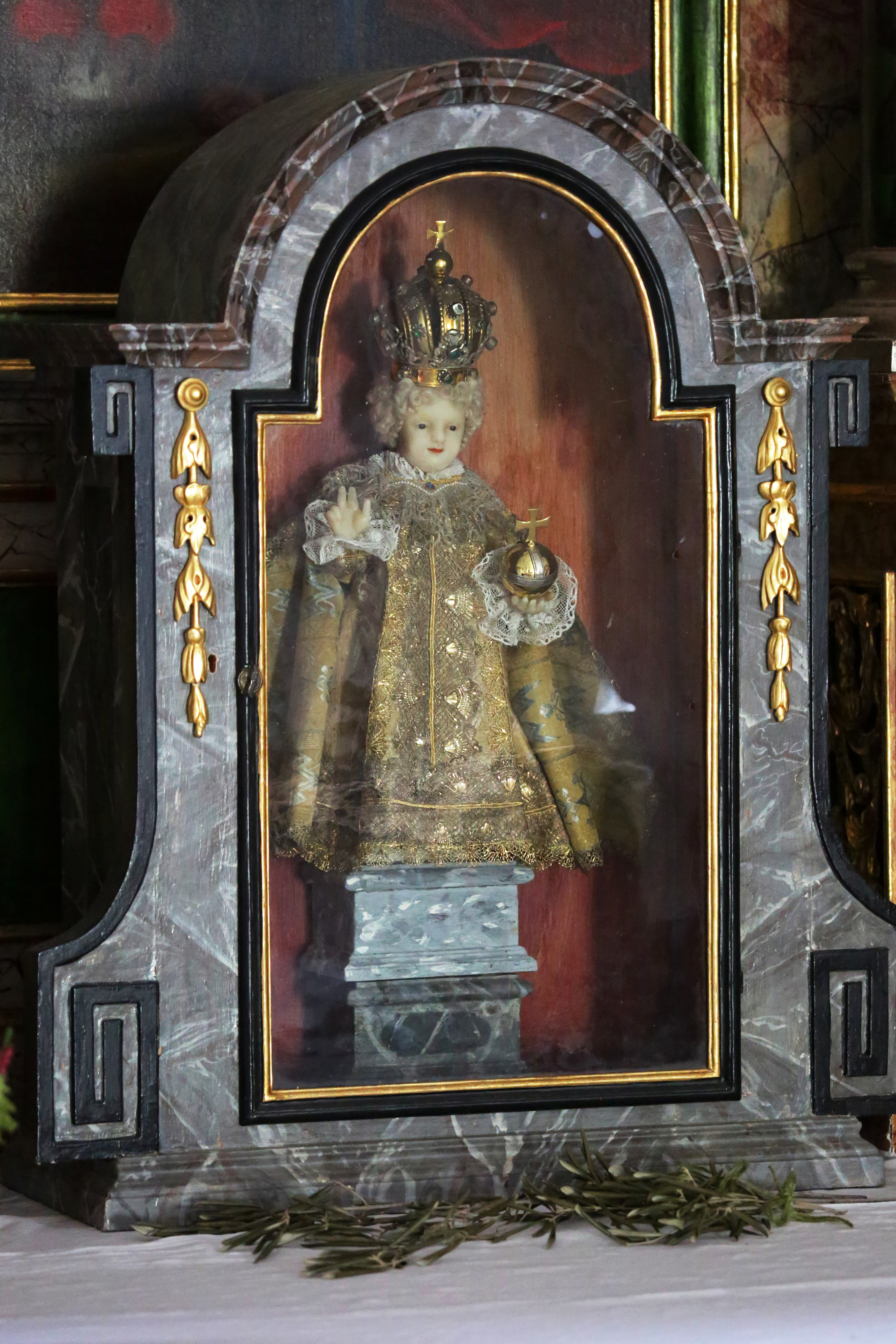
Glasschrein mit dem Prager Jesuskind
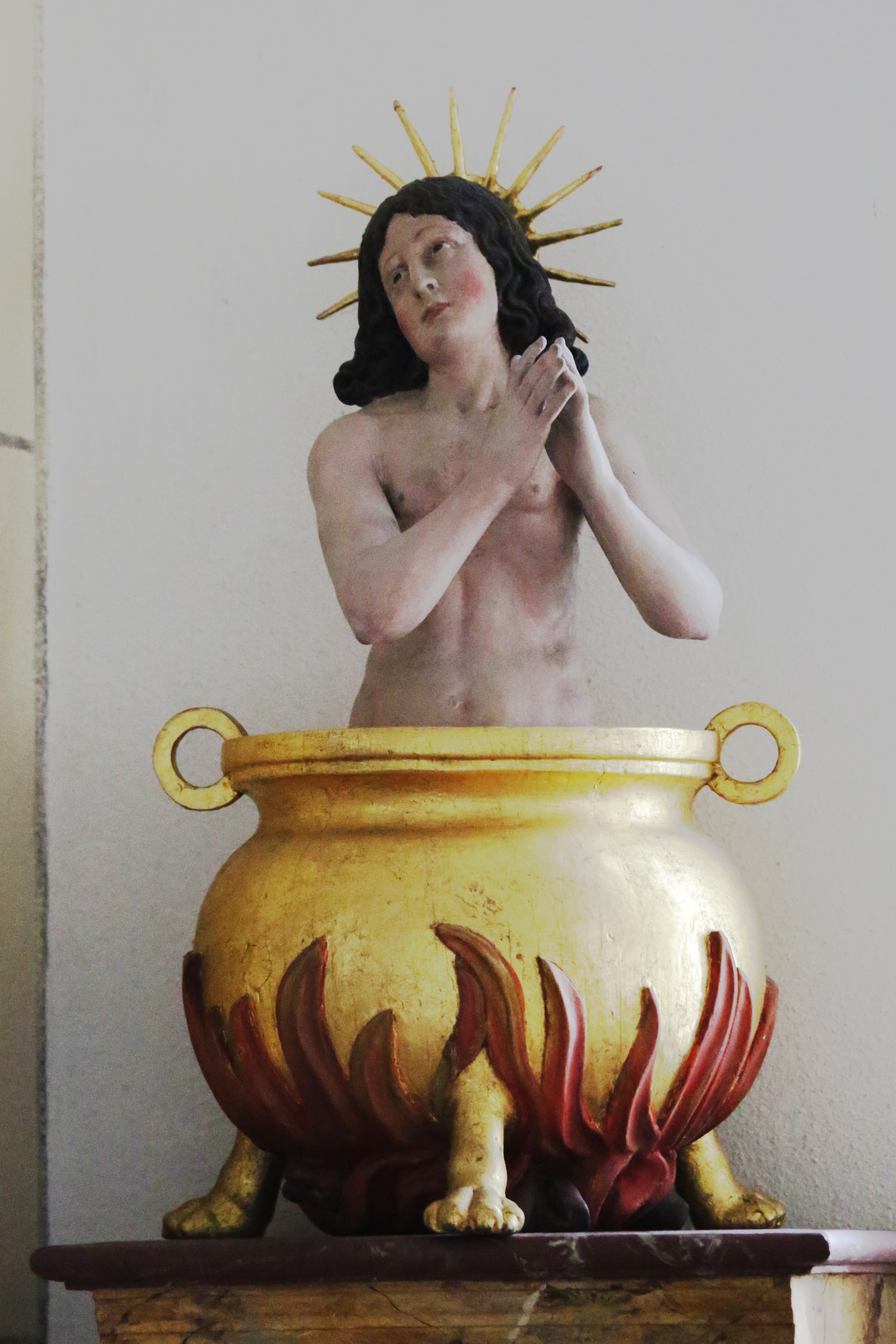
Das Martyrium des heiligen Veit
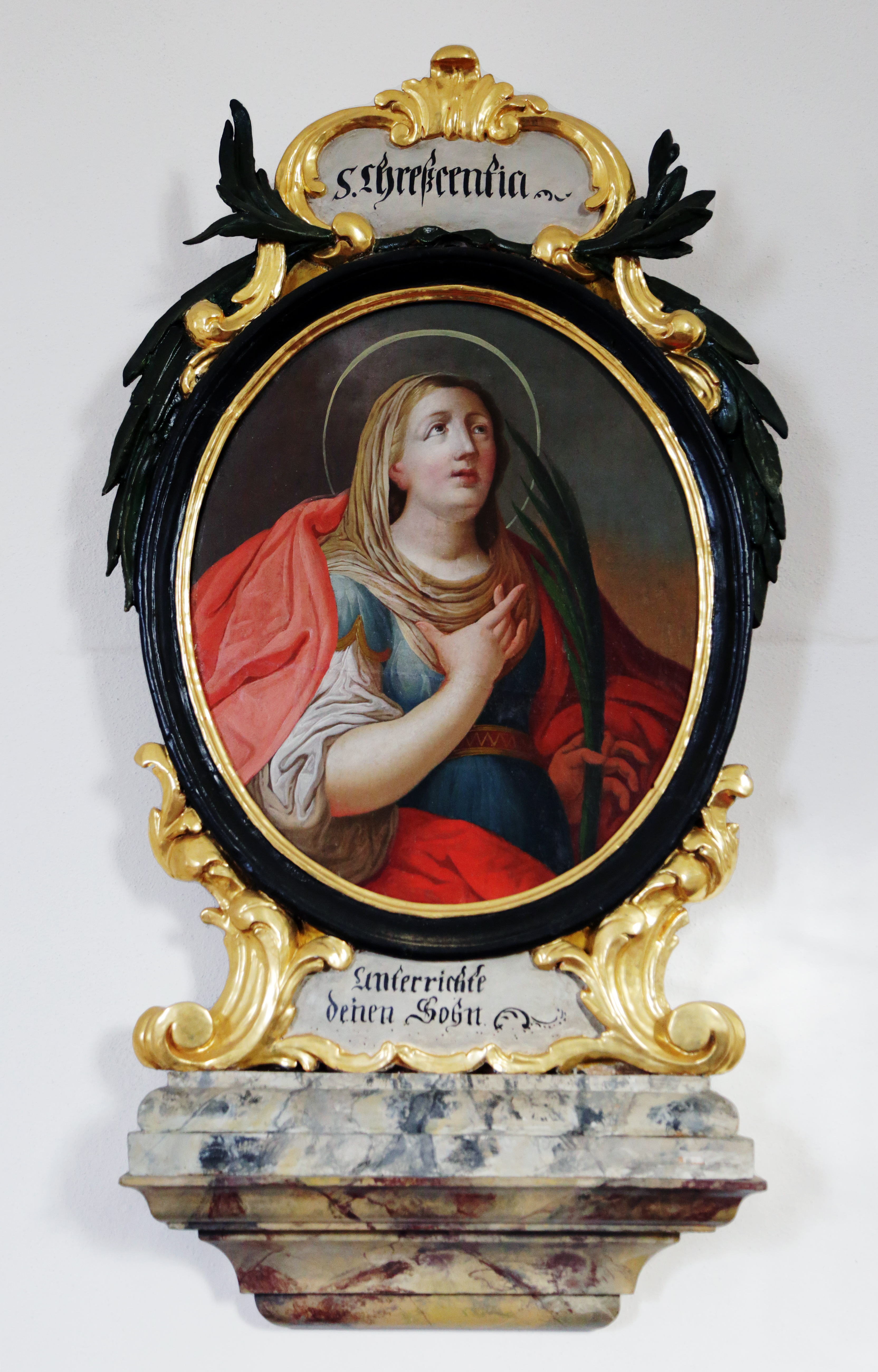
Kreszentia
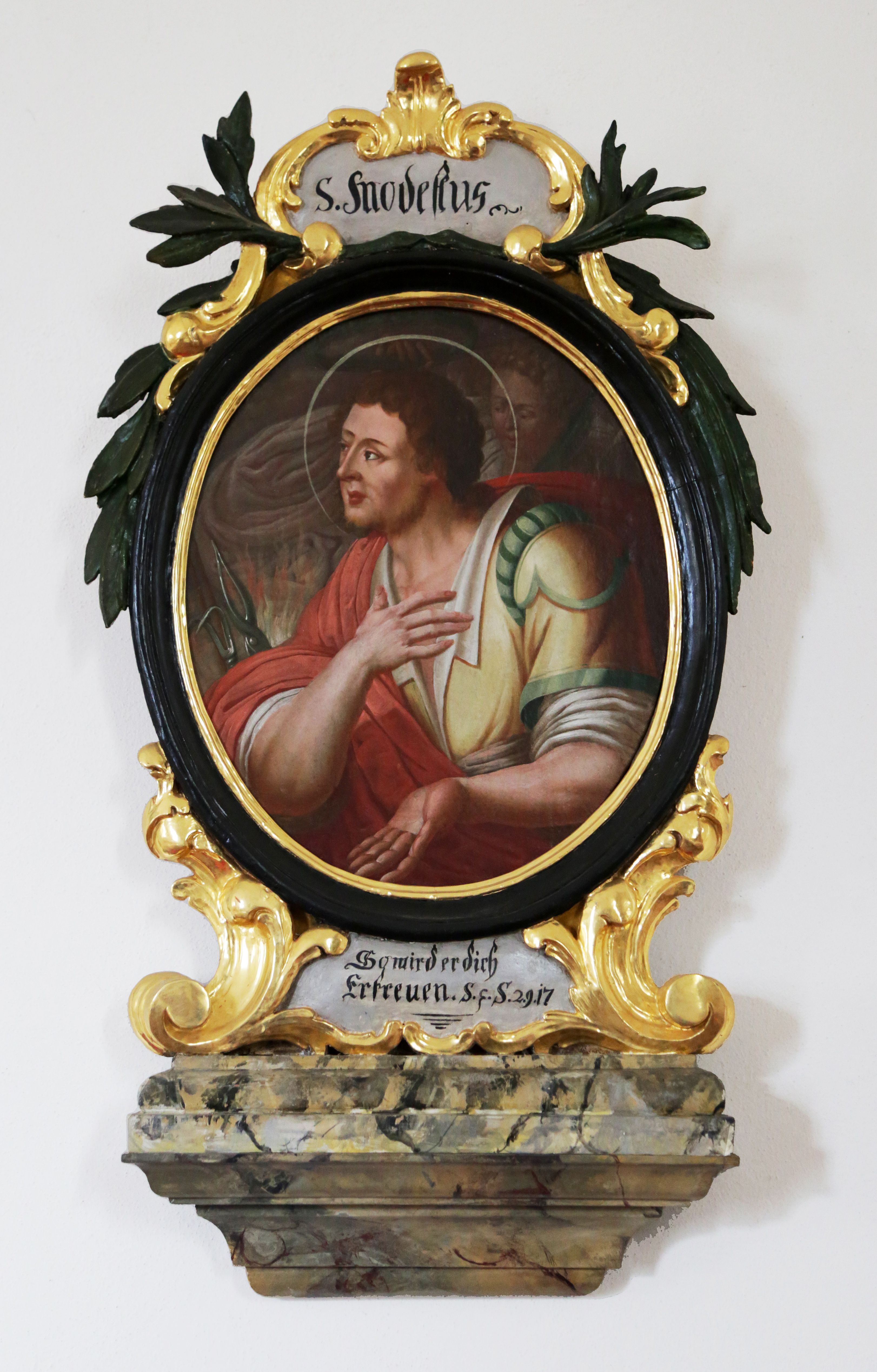
Modestus
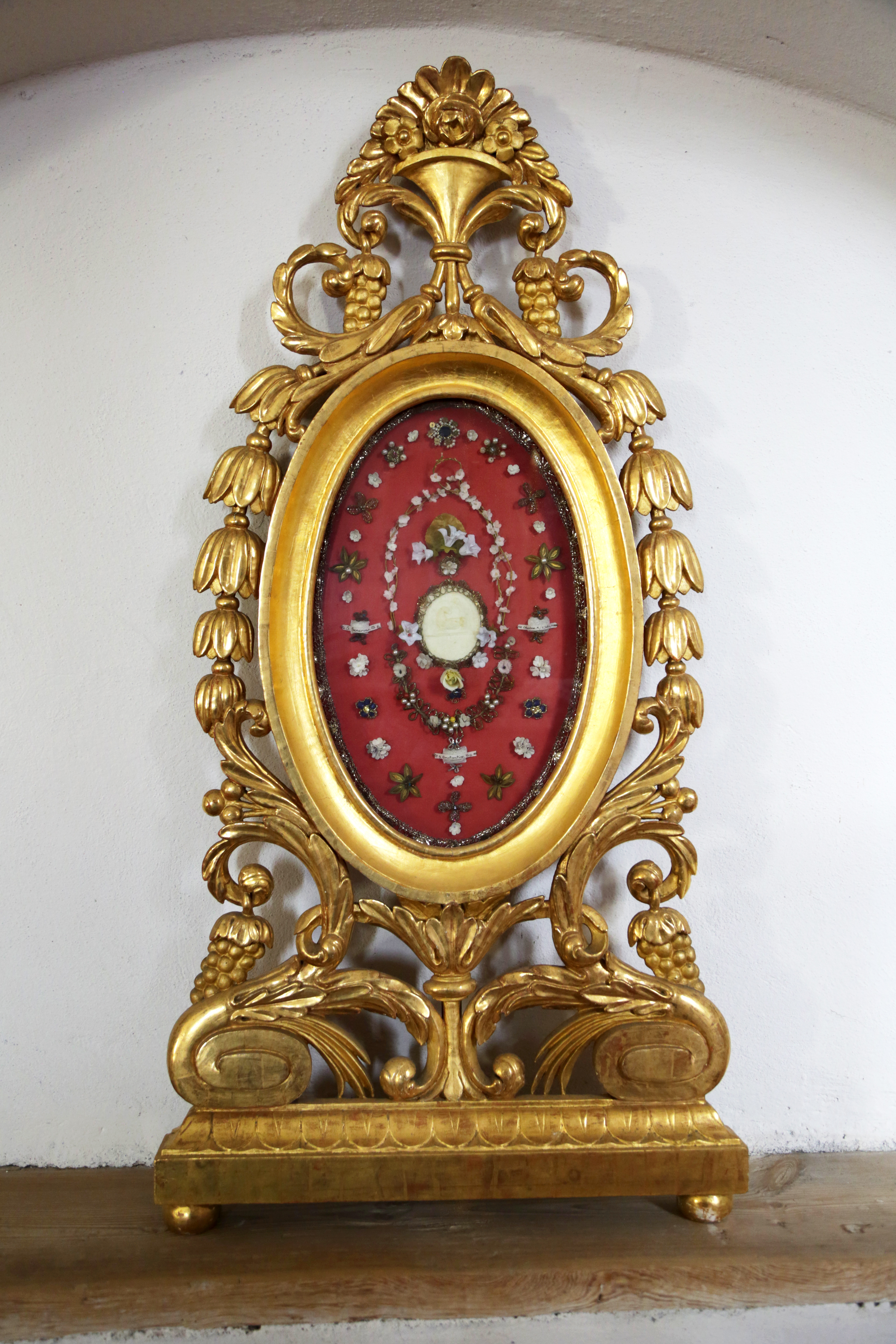
Reliquiarpyramide
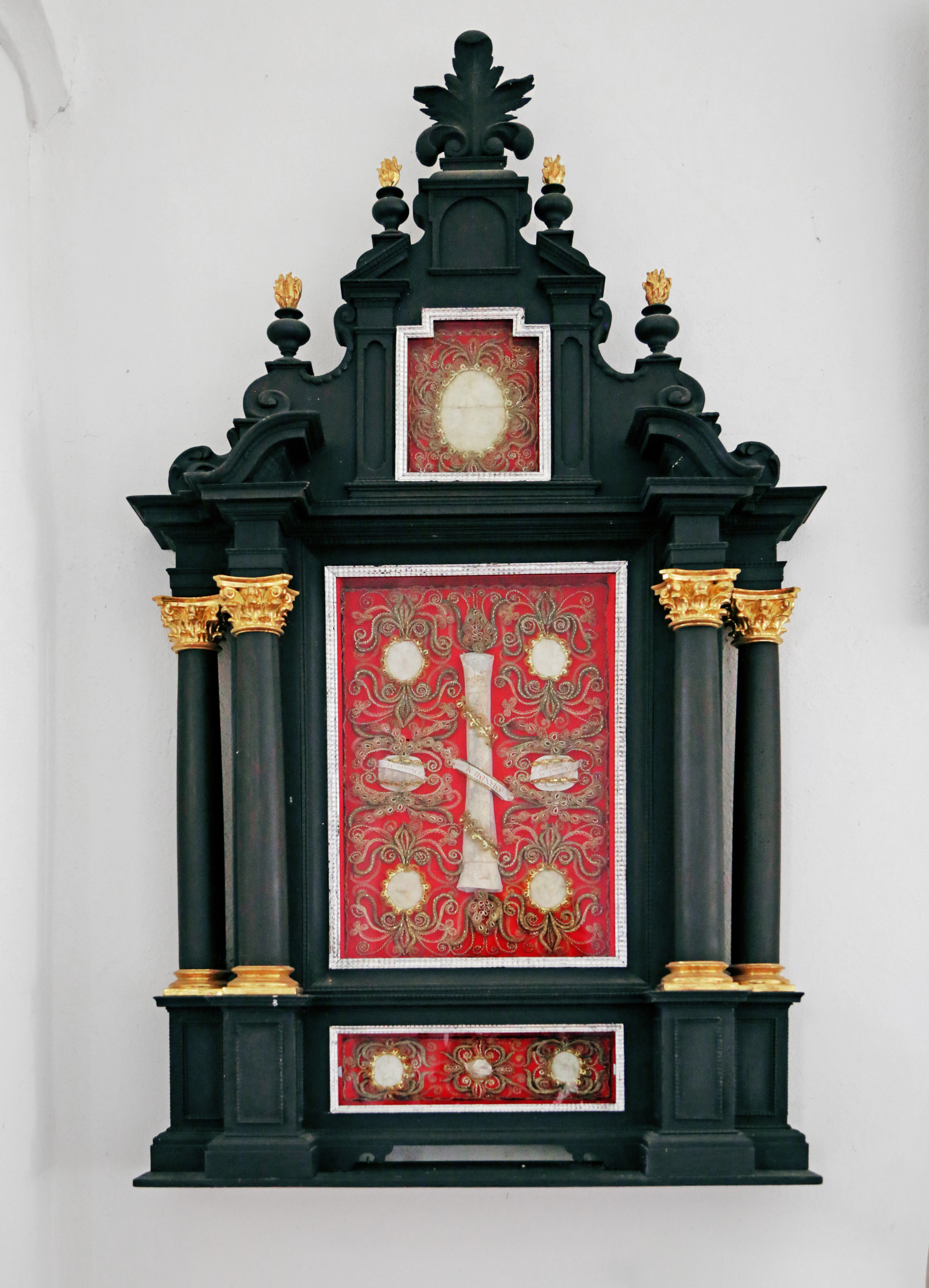
Rahmenaltar
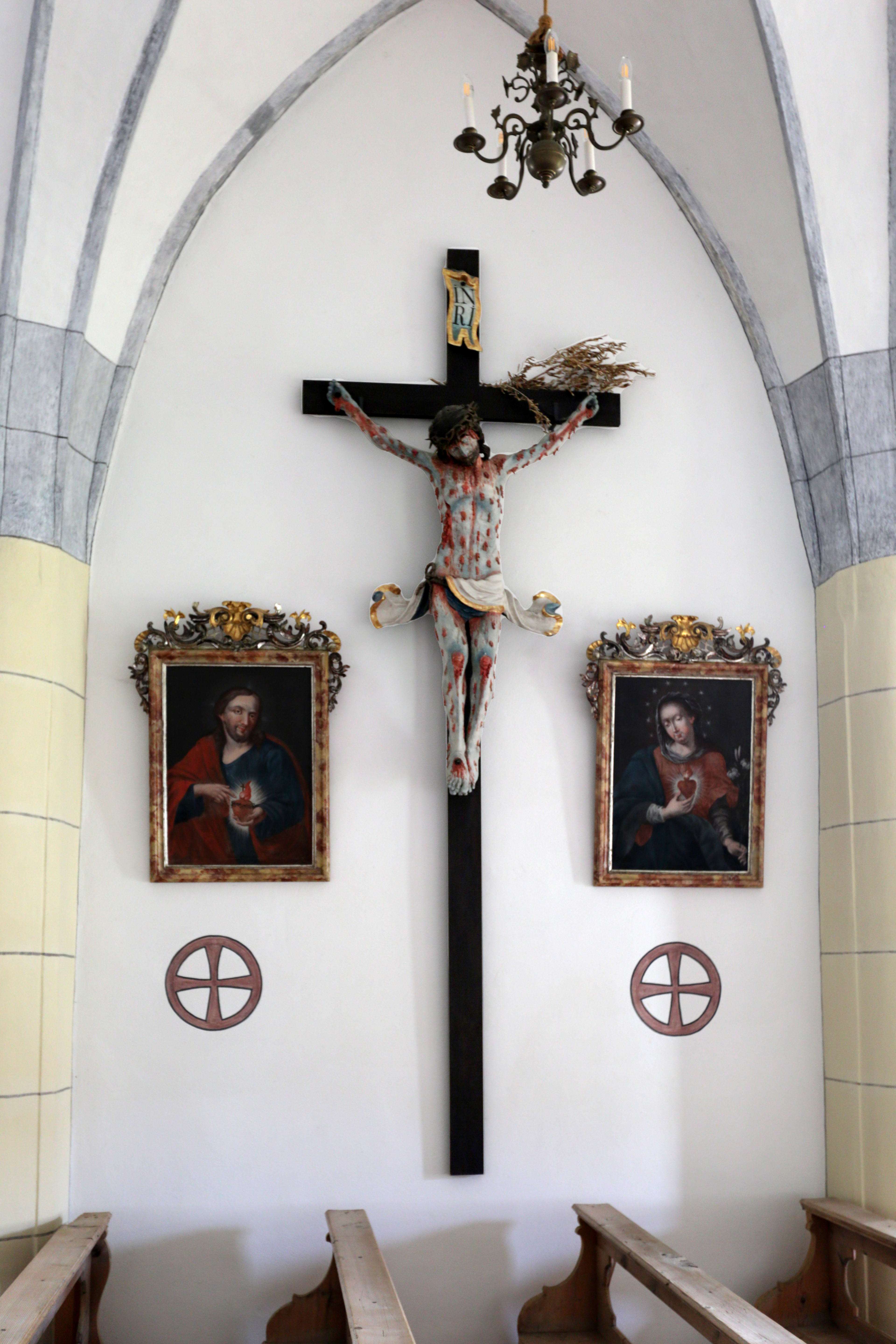
Das Vortragskreuz

## Seccomalereien

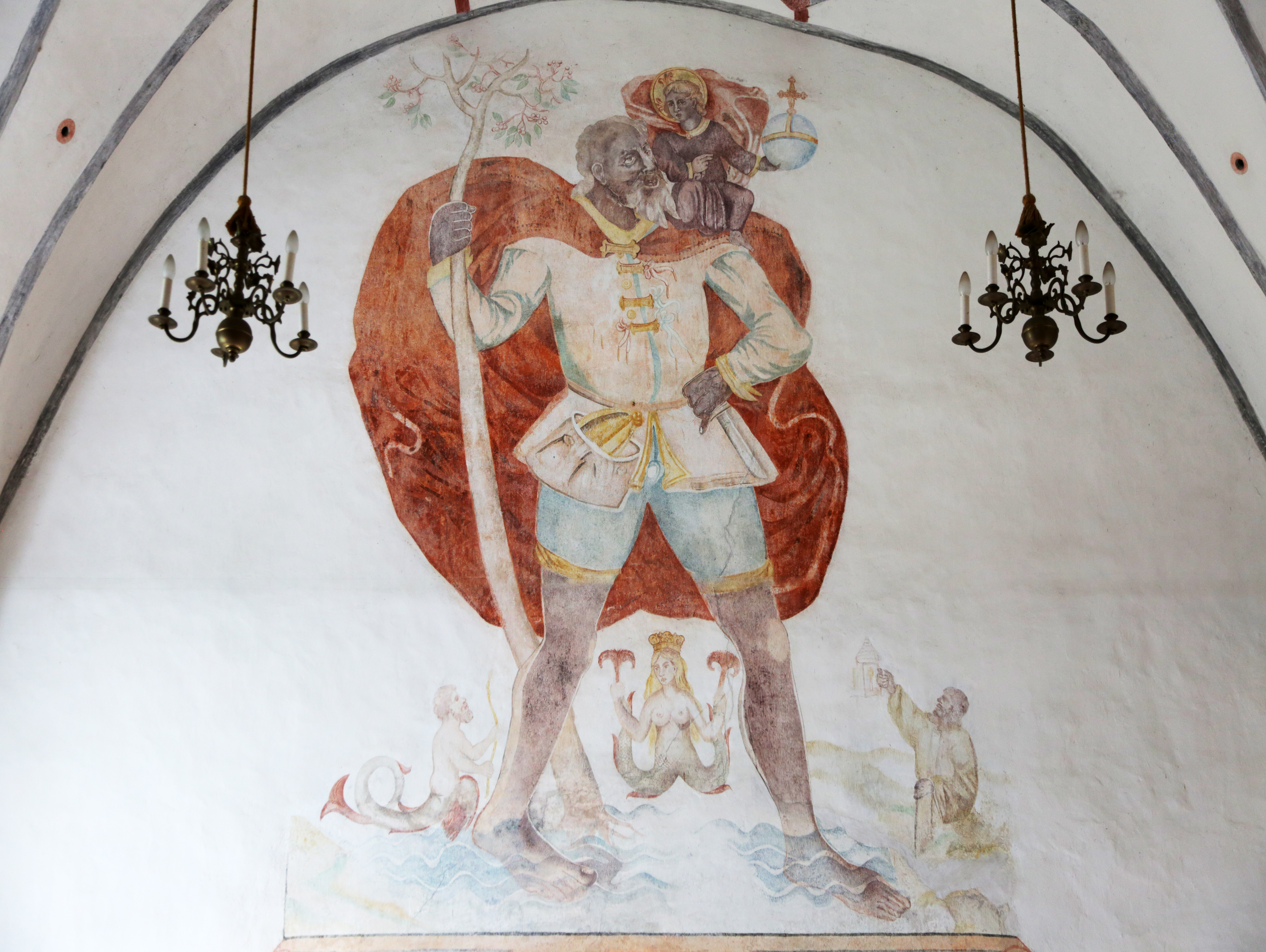
Chistopherusbild

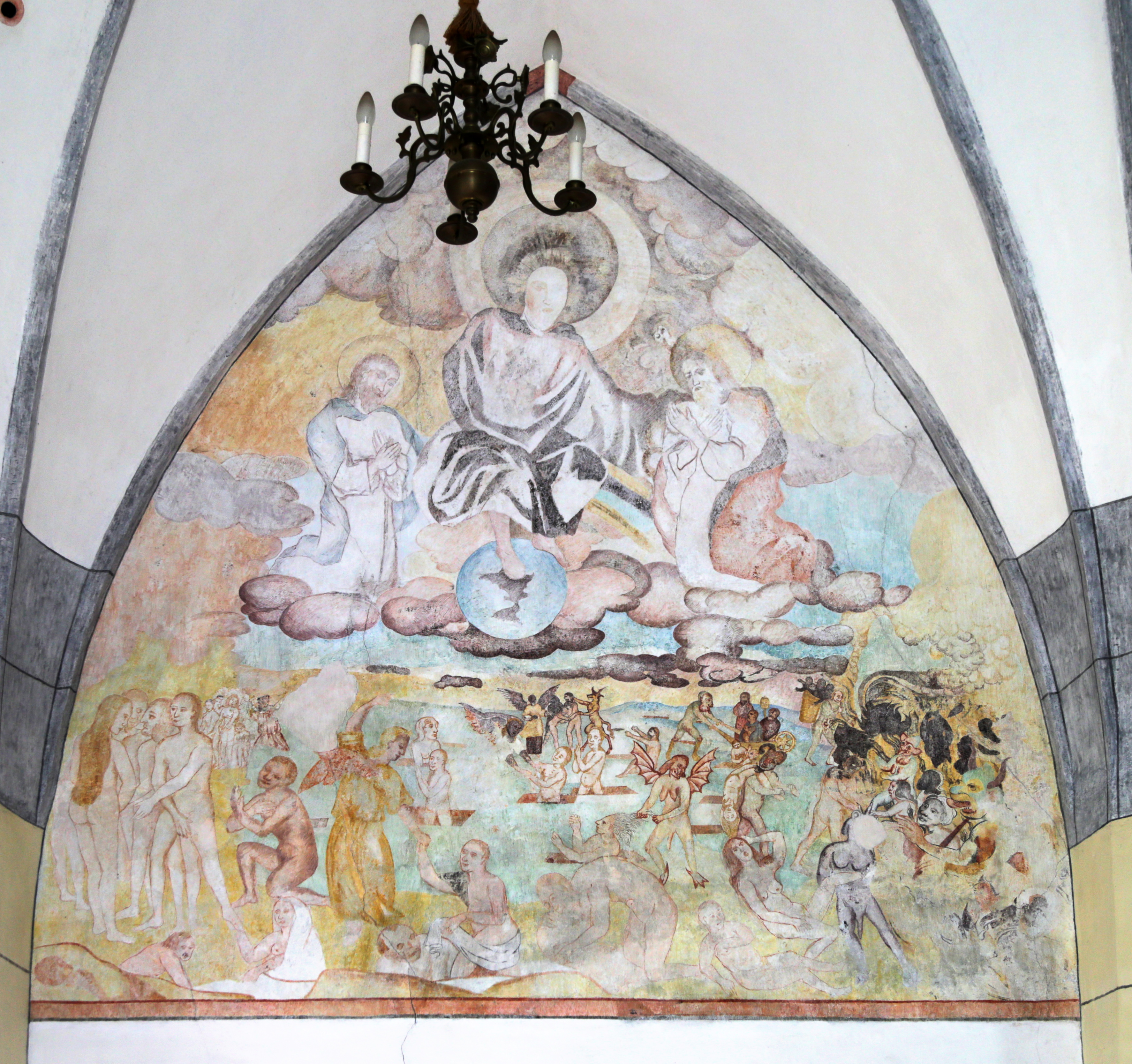
Das Jüngste Gericht

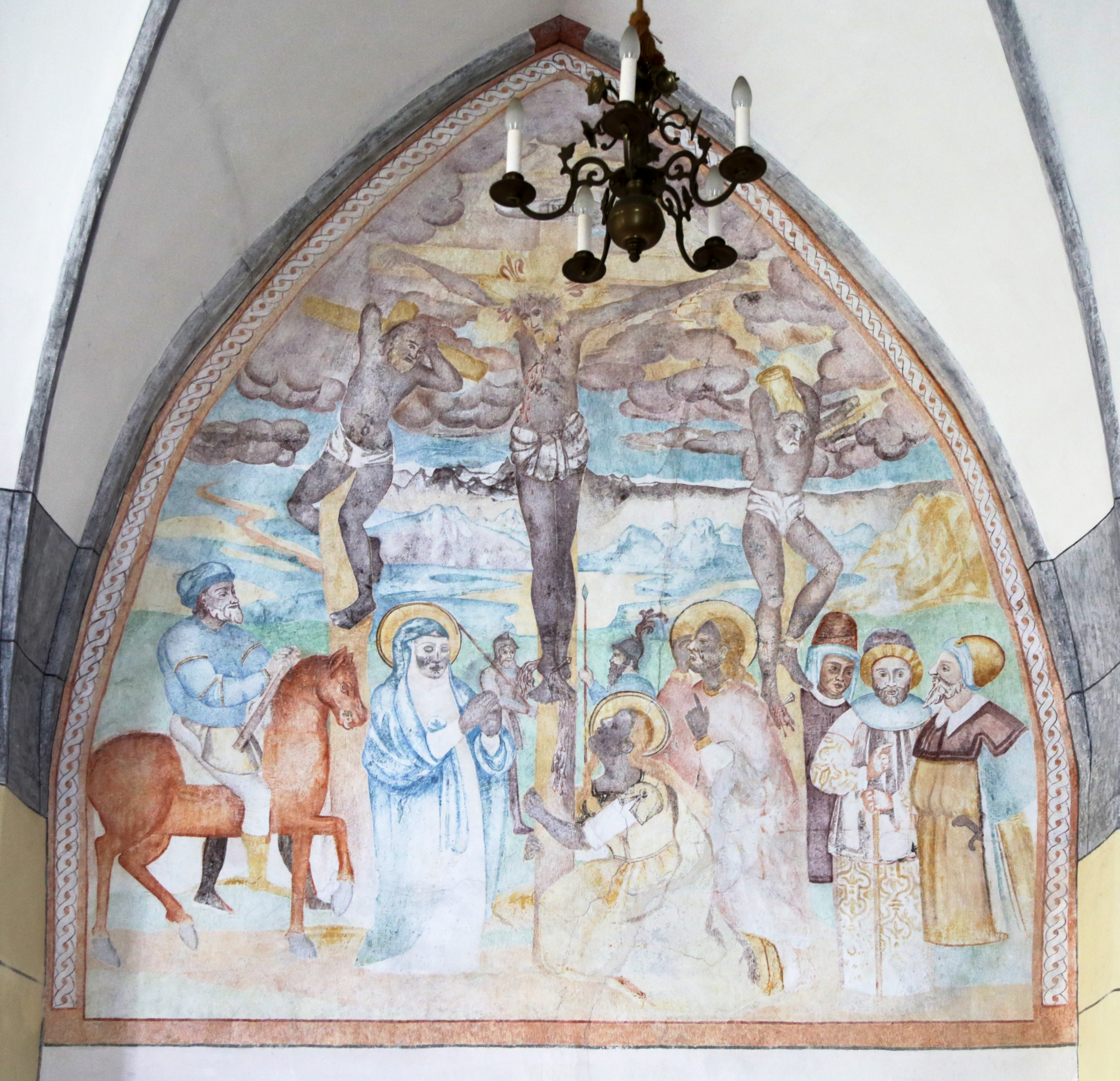
Das Kreuzigungsbild

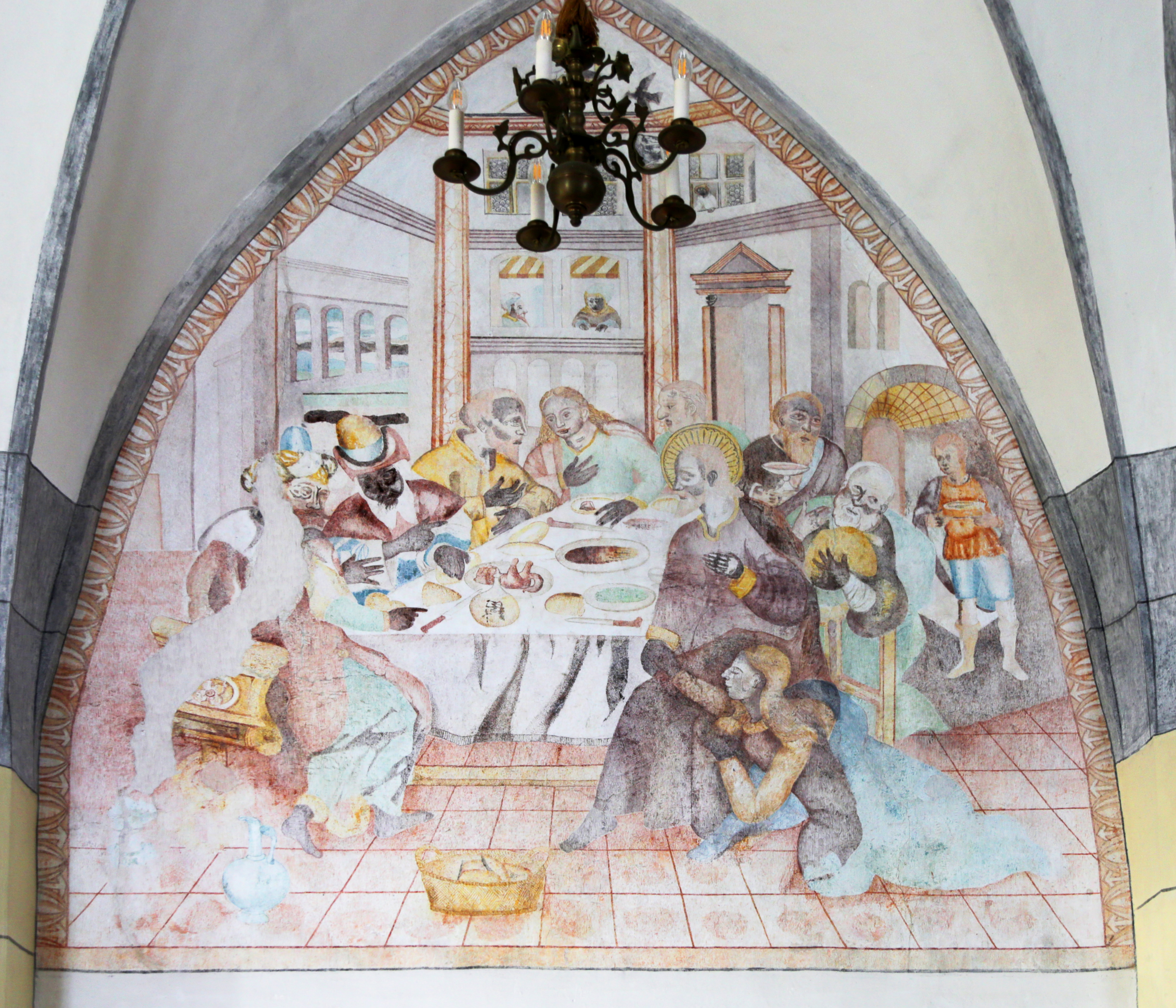
Die Tafelszene

Im Zuge der Gesamtrenovierung zwischen 1981 und 1986 wurden an den Wänden Seccomalereien wiederentdeckt und freigelegt. Die Malereien stammen aus der Zeit zwischen 1618 und 1648, der oder die Künstler sind unbekannt. Die Wandmalereien sind nicht in der im 17. Jahrhundert üblichen Darstellungsform gehalten, sie wirken aufgrund der Perspektiven und der Umsetzung der biblischen Inhalte mittelalterlich.

### Portal
Oberhalb des Portals sieht man den heiligen Christophorus in der spanischen Tracht des 13. Jahrhunderts. Das Christuskind sitzt auf seinen Schultern, während er einen Fluss durchschreitet. Am Ufer ist der Eremit zu sehen, der Christophorus anweist, die Pilger und das Jesuskind über den Fluss zu tragen. Zwischen den Beinen von Christophorus sieht man in den Wellen eine weibliche Gestalt (eine Sirene) mit zwei Fischrümpfen. Seit dem 13. Jahrhundert wurde das Wasser als bedrohliches Element dargestellt, voll von Sirenen und Meeresungeheuern.

### Das Jüngste Gericht
Das detailreichste Fresko zeigt verschiedene Szenen des Jüngsten Gerichts, teilweise mit freizügigen Darstellungen. Christus thront in den Wolken, flankiert von Heiligen, und richtet die Lebenden und Toten. Im unteren Bildteil sind die sich öffnenden Gräber dargestellt, aus denen die Toten auferstehen. Die Seligen und die Verdammten sind in zwei Gruppen eingeteilt. Die Seligen werden von Engeln freundlich in Empfang genommen, die sie in die ewige Herrlichkeit geleiten. Die Verdammten werden von den Teufeln an den Haaren und Gliedmaßen gepackt, die sie in den Höllenrachen stoßen. Die Teufel sind zum Teil zweigeschlechtlich dargestellt.

### Das Kreuzigungsbild
Die Wandmalerei zeigt die Kreuzigungsszene mit Maria, Maria Magdalena, dem Evangelisten Johannes sowie allerlei Schaulustigen. Im Hintergrund erkennt man Soldaten mit Speeren.

### Die Tafelszene
Die Tafel ist mit einem großen Tischtuch bedeckt, das den Gästen auch als Serviette dient. Es sind verschiedene Speisen zu erkennen: Suppe, Braten, Brot und Käse. An Besteck gibt es nur Messer. Bei der Wandmalerei handelt es sich um ein festliches Gastmahl im Hause Simons, bei dem eine Sünderin (die mit Magdalena gleichgesetzt wird), die Füße Jesus mit ihren Tränen wäscht, mit ihren Haaren trocknet und anschließend salbt. Die Szene bezieht sich auf eine Passage im Evangelium nach Lukas (Lk 7,36-50).

Detailansichten aus den Seccomalereien
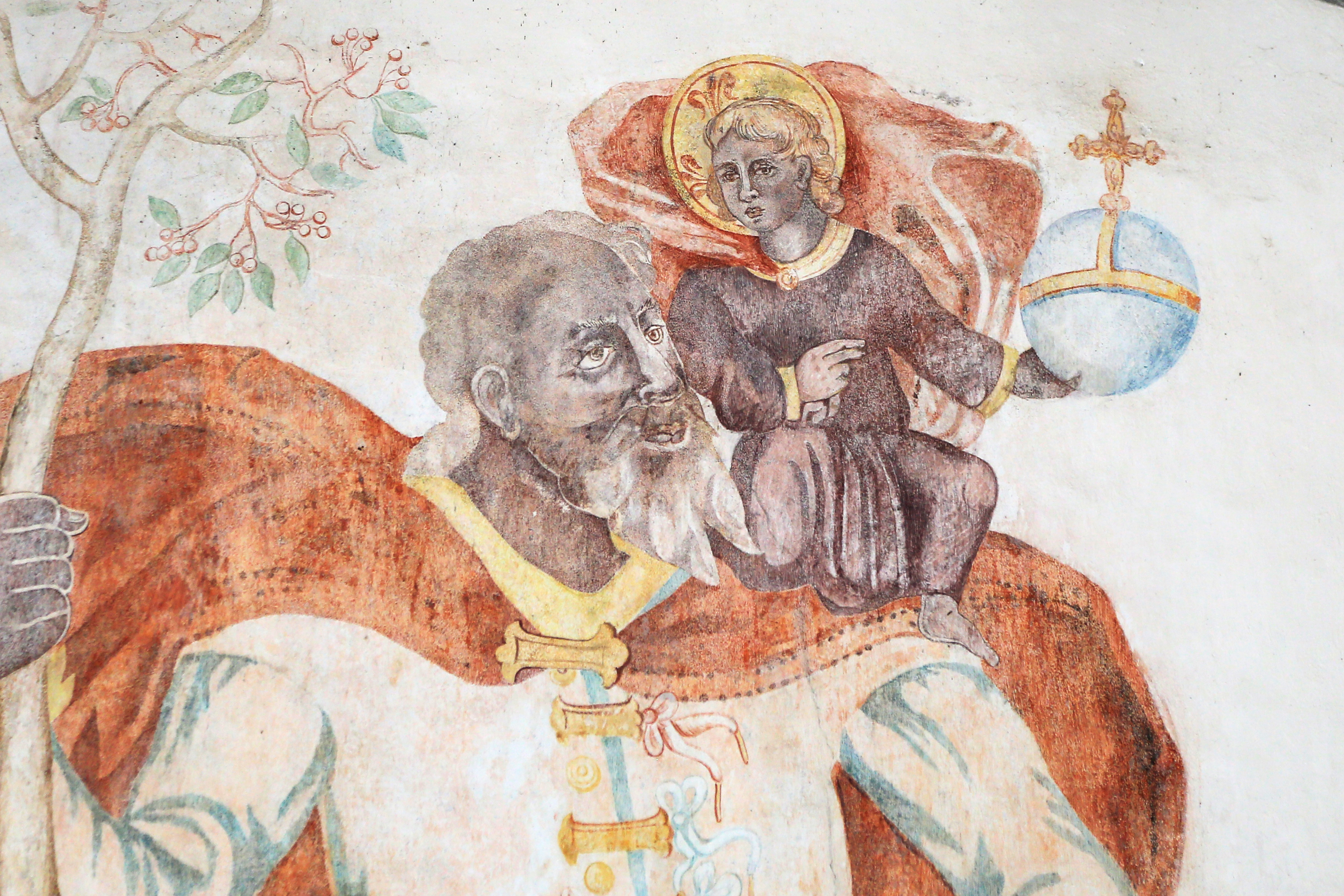
Christopherusbild – das Jesuskind
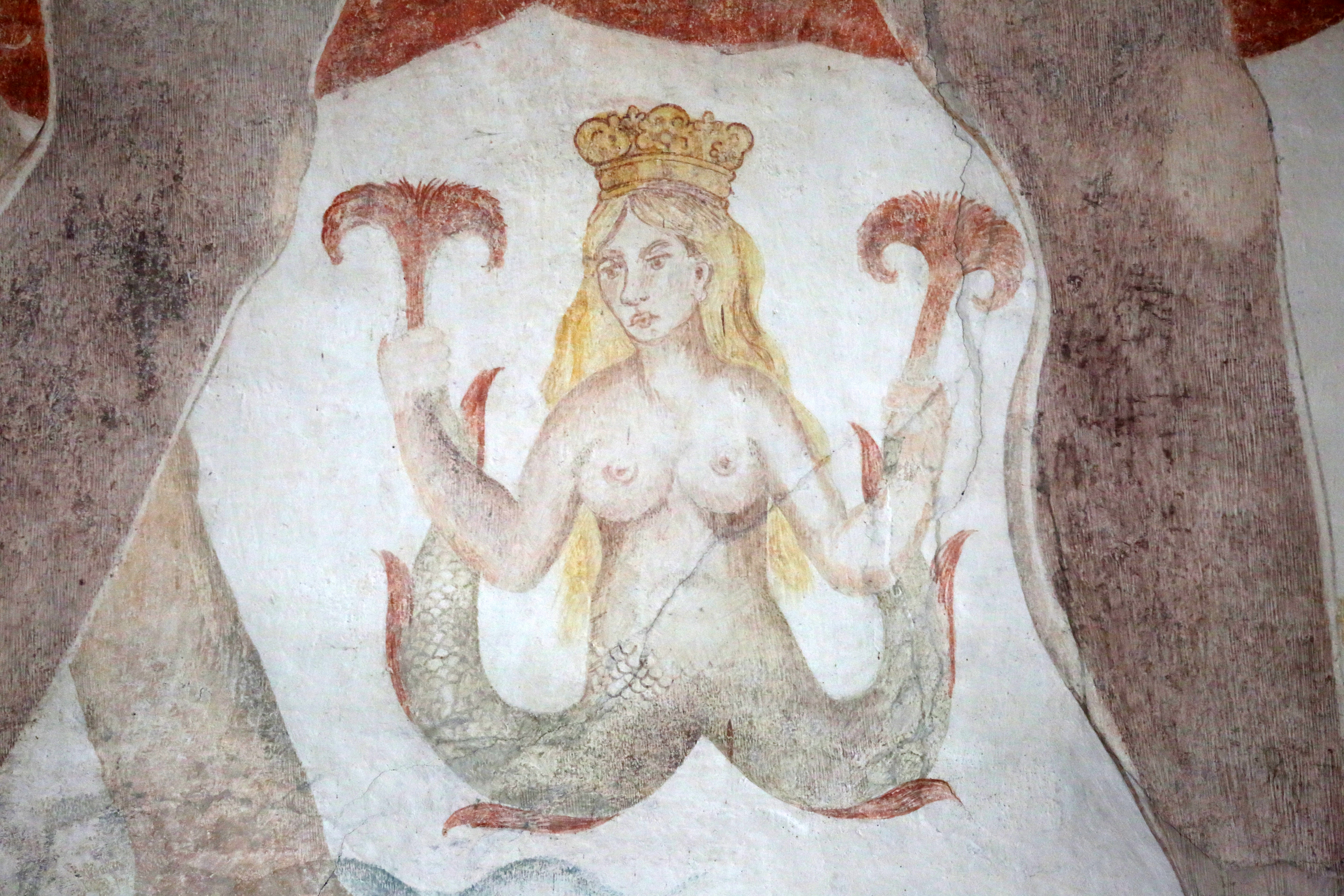
Christopherusbild – Sirene
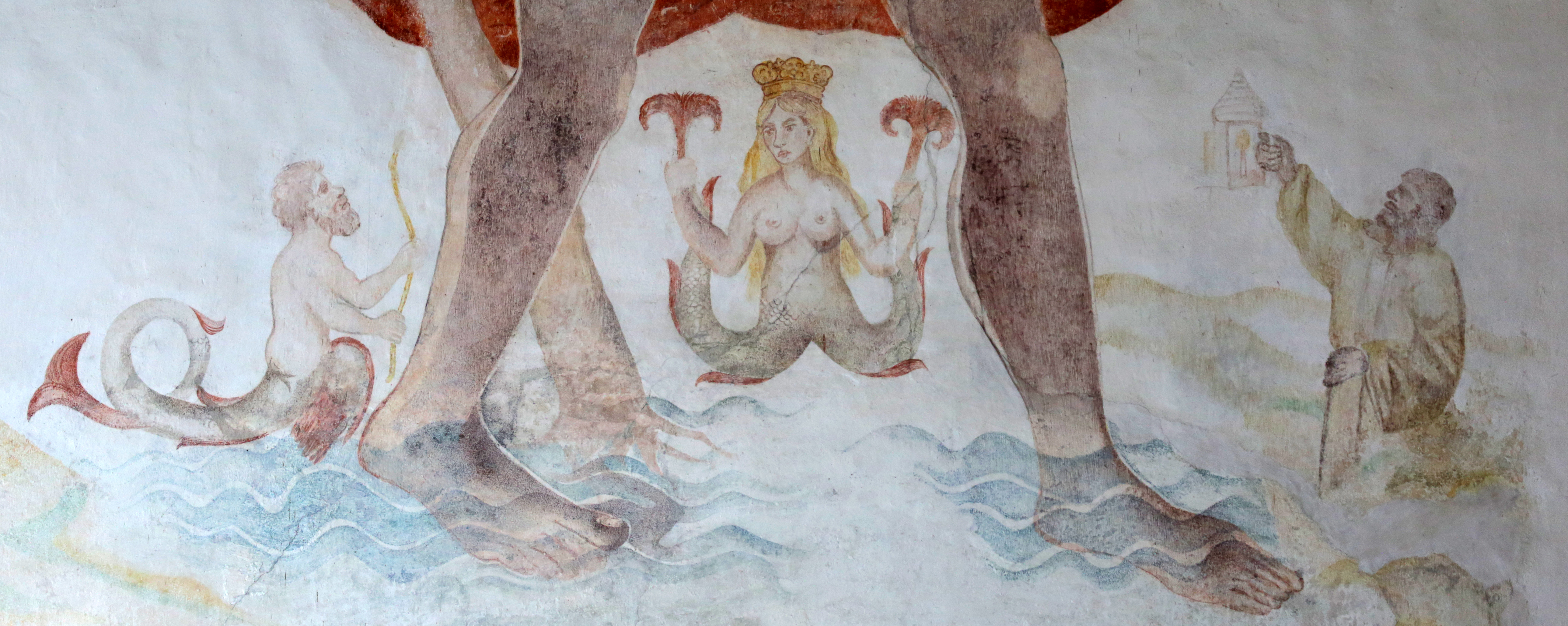
Christopherusbild – Der Eremit, rechts im Bild
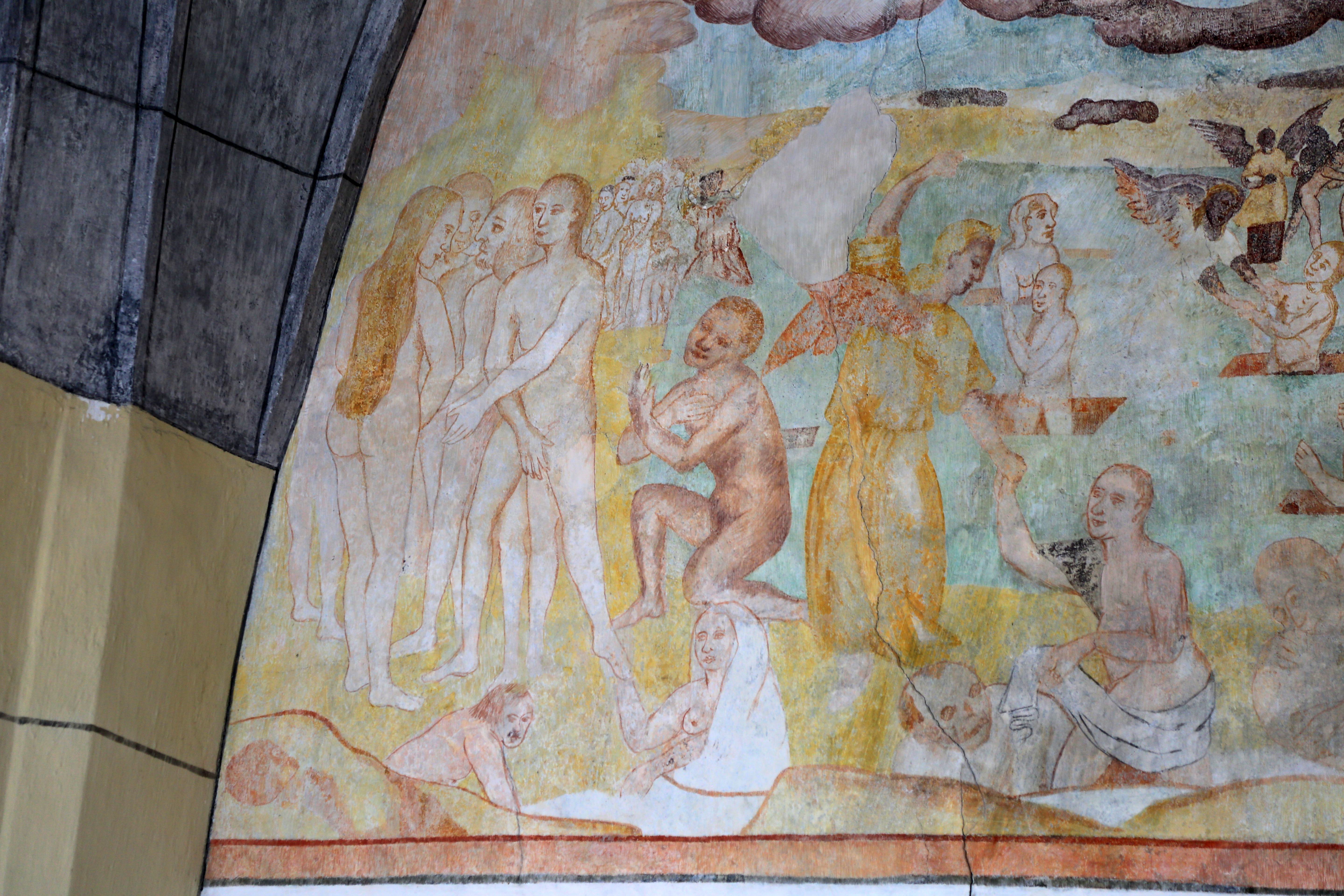
Das Jüngste Gericht – Die Seite der Seligen
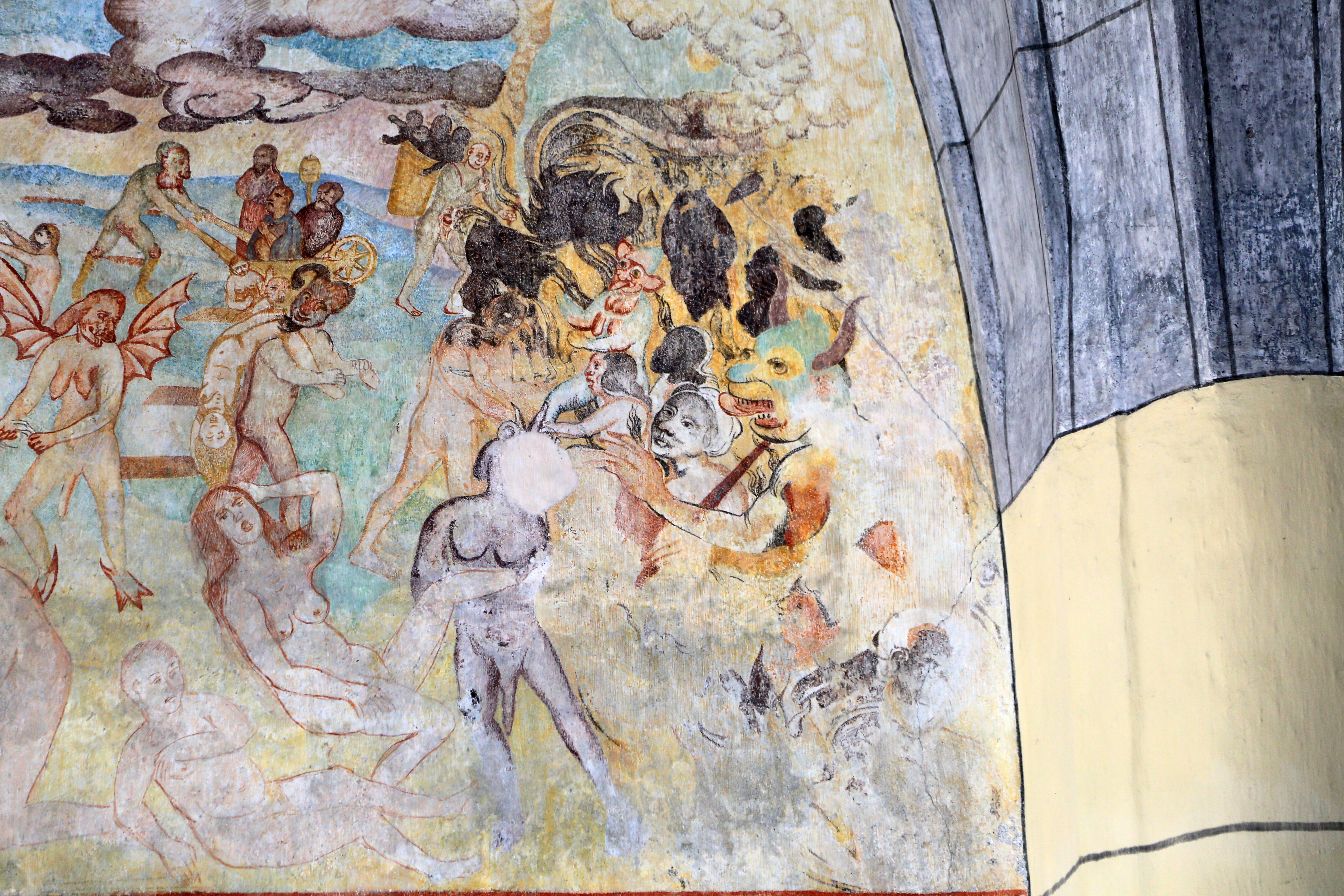
Das Jüngste Gericht – Die Seite der Verdammten
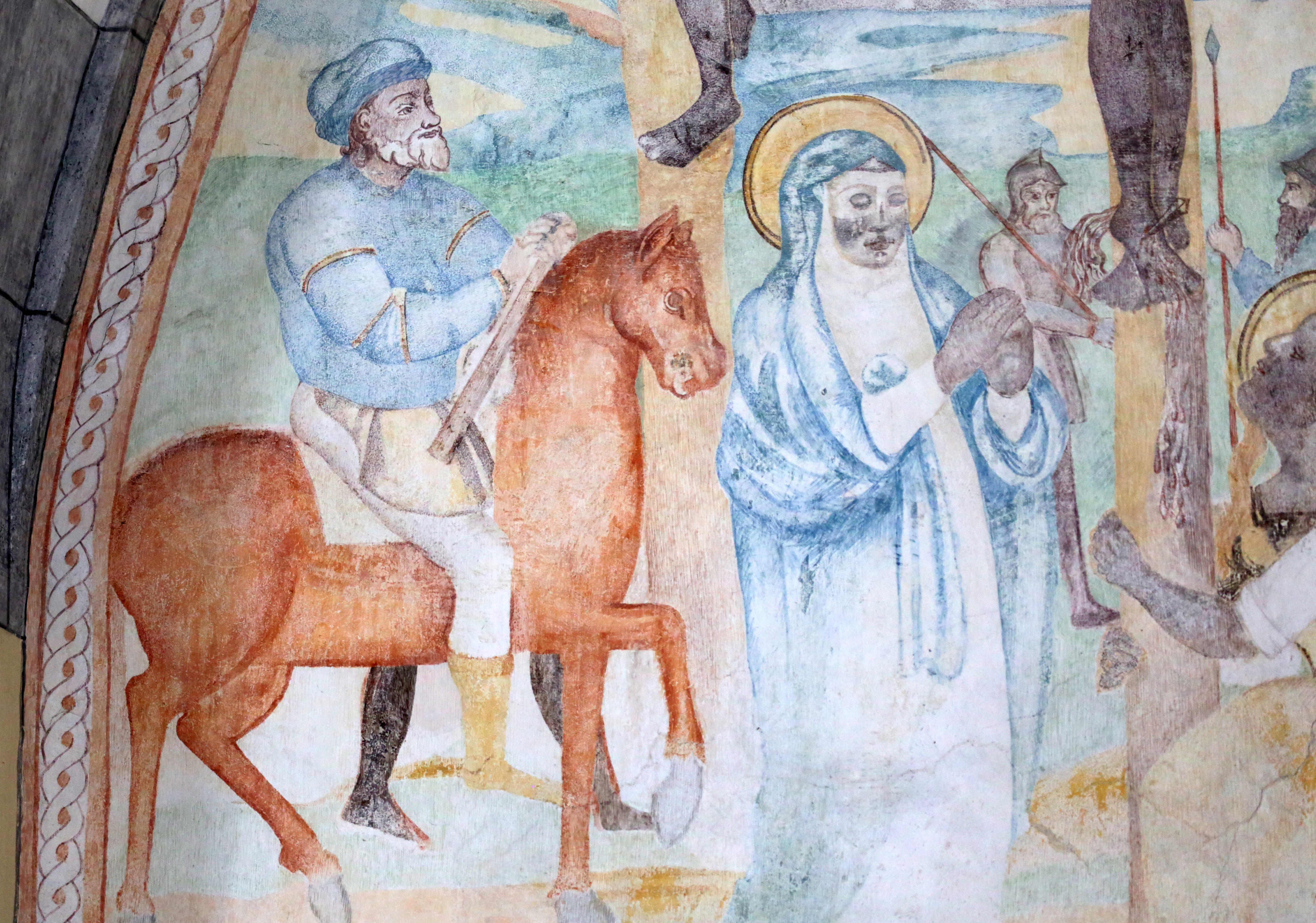
Das Kreuzigungsbild – Kriegsknecht und die heilige Maria
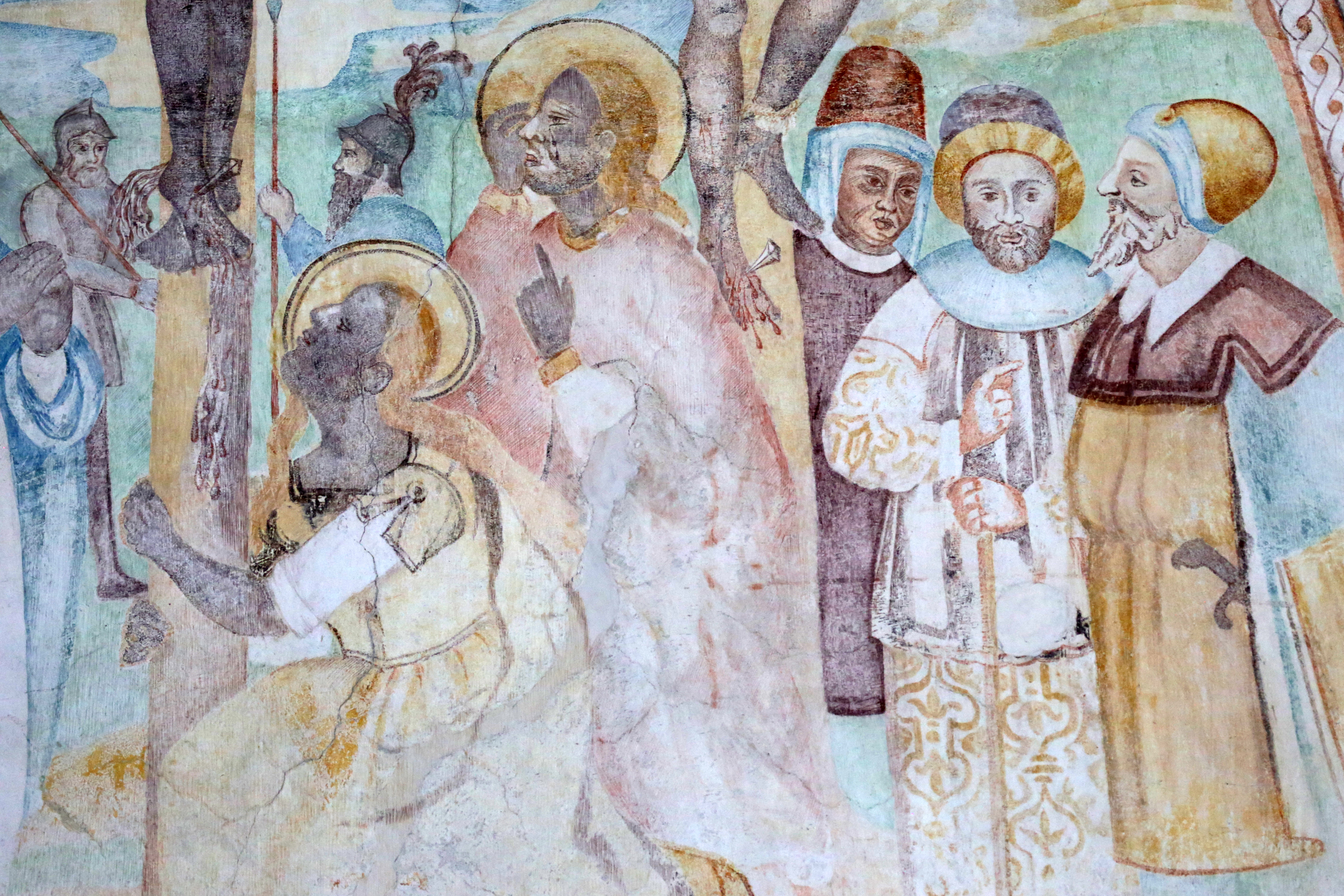
Das Kreuzigungsbild – Maria Magdalena und allerlei Volk
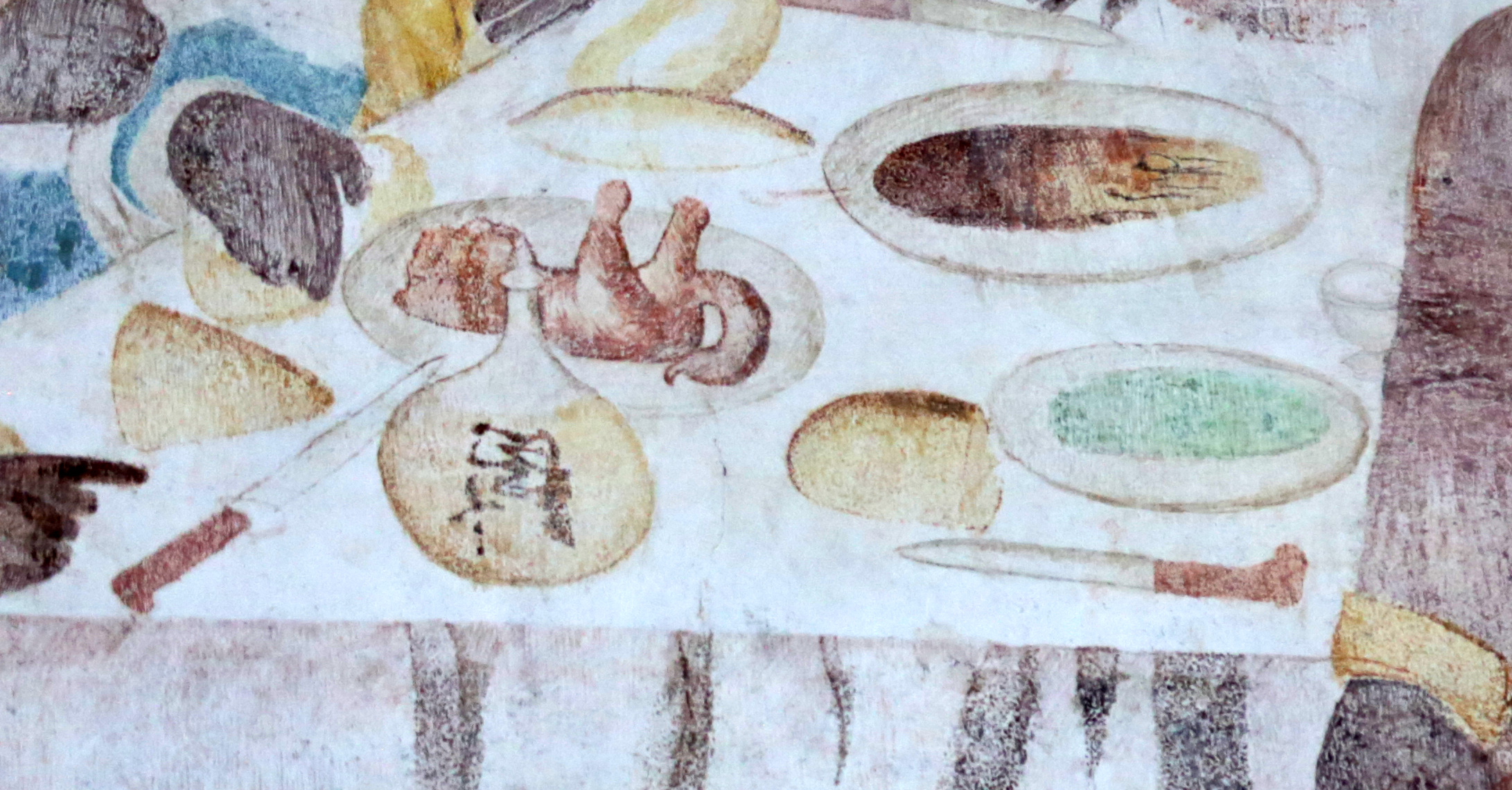
Die Tafelszene – Brot, gebratenes Fleisch und Weinflasche
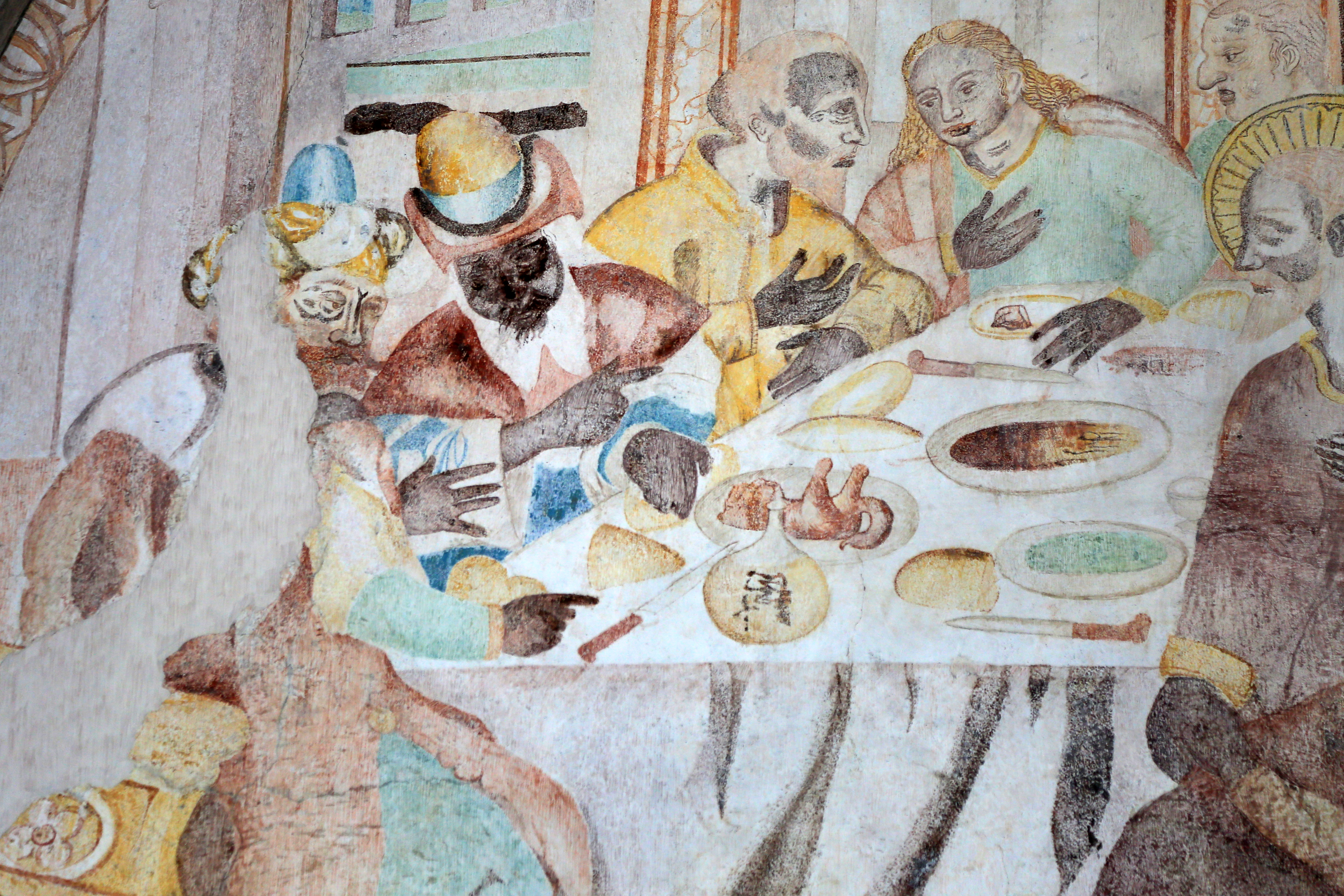
Die Tafelszene – Die versammelten Gäste am Esstisch

## Restaurierungen
- 1828 wurde die Kirche mit einem Legschindeldach neu eingedeckt.
- Im 19. Jahrhundert wurden die Spitzbogenfenster im Chor zu Rundbogenfenster verändert.
- 1913 wurde die Kirche innen neu ausgemalt.
- 1931 wurde der Turm mit verzinktem Eisenblech neu eingedeckt. Im Zuge dessen wurde im Turmknopf die Schrift „Zu späterem Gedächtnis“ hinterlegt.
- 1951 wurden Teile die Kirche renoviert.

- 1981–1986 erfolgte die letzte Gesamtrenovierung.[4]